# Schreibmaschine

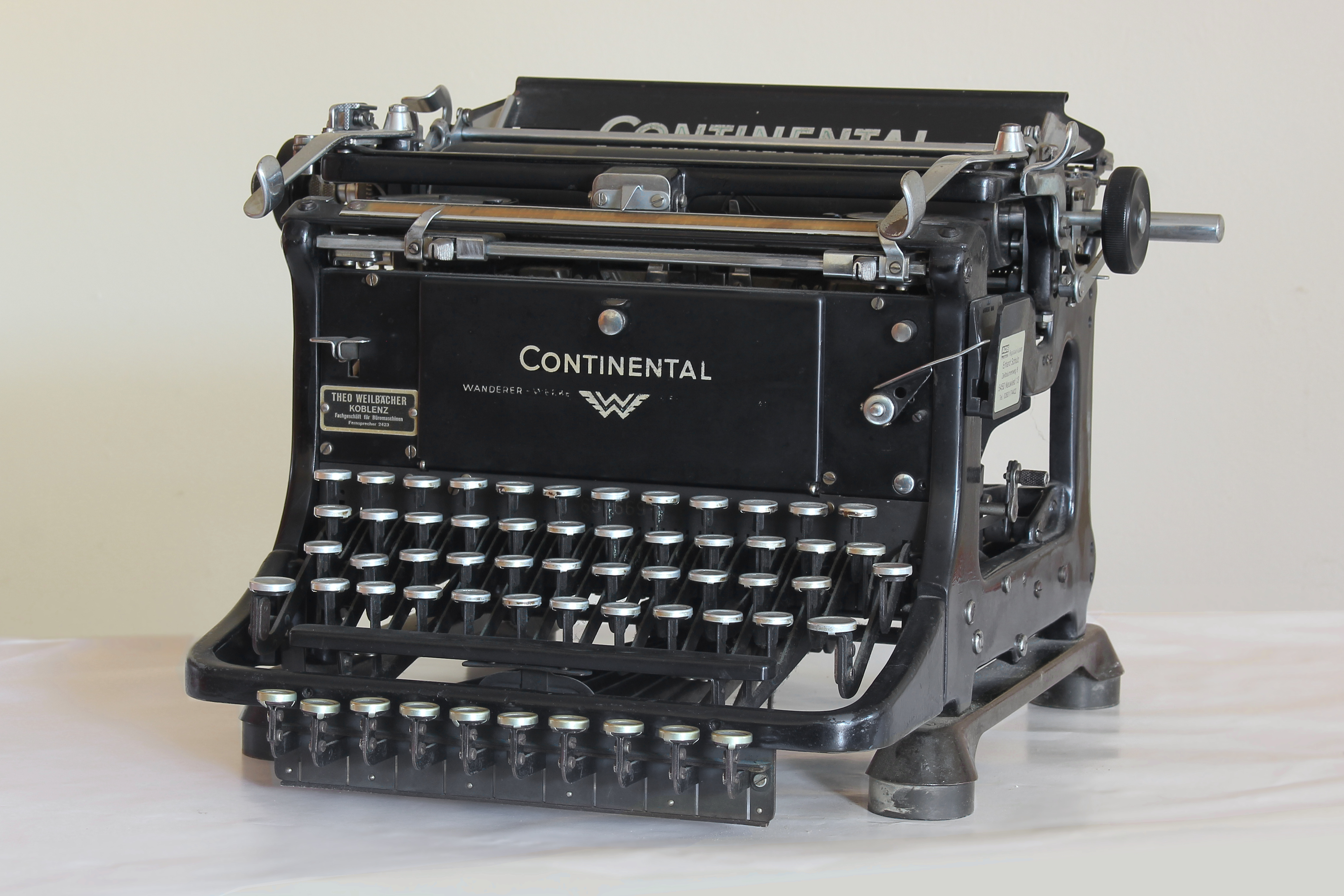
„Continental Standard“, Baujahr 1938

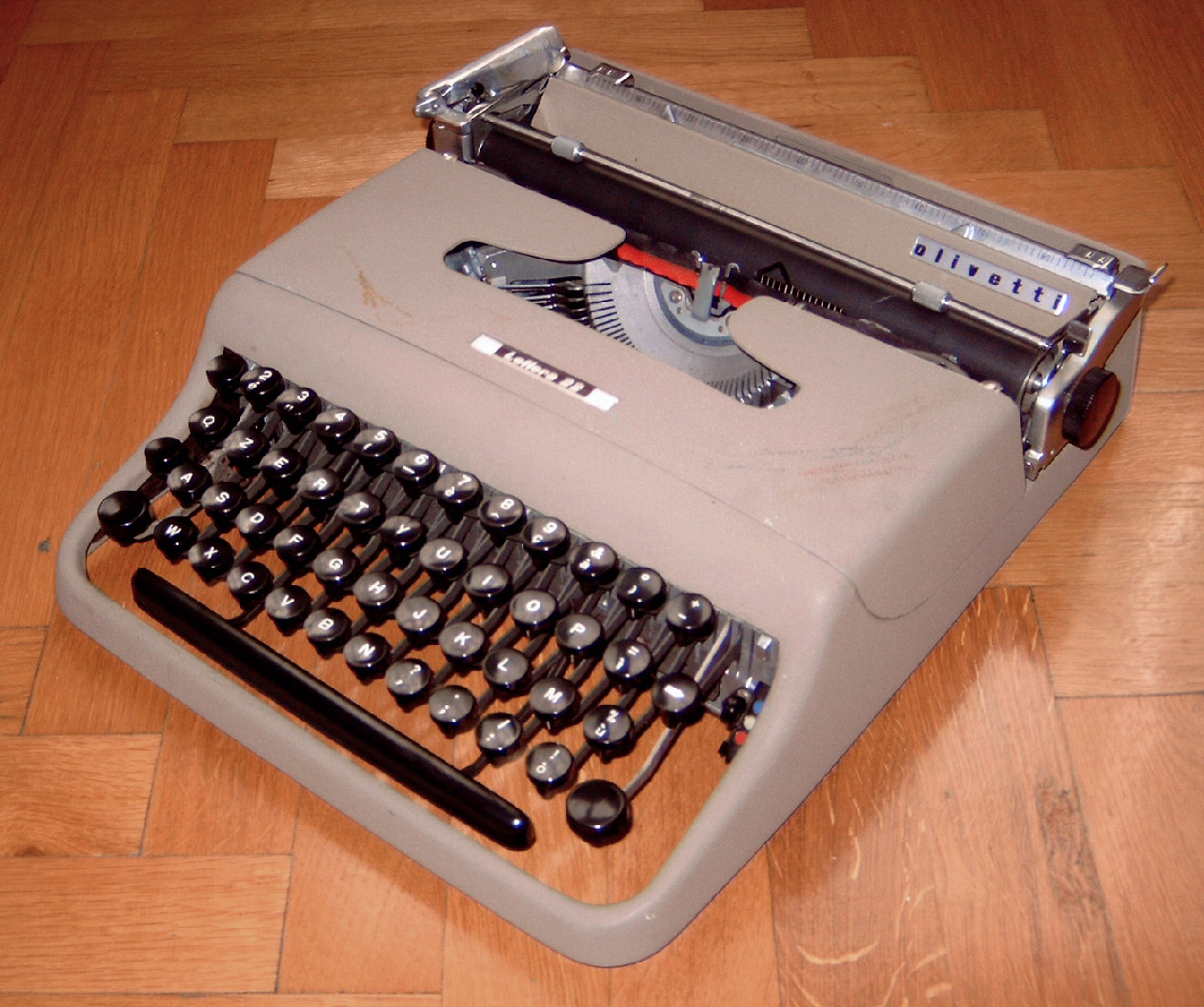
Handbetriebene Schreibmaschine „Lettera 22“ der Marke Olivetti, mit englischer Tastatur, Farbbandumschaltung (schwarz und rot)

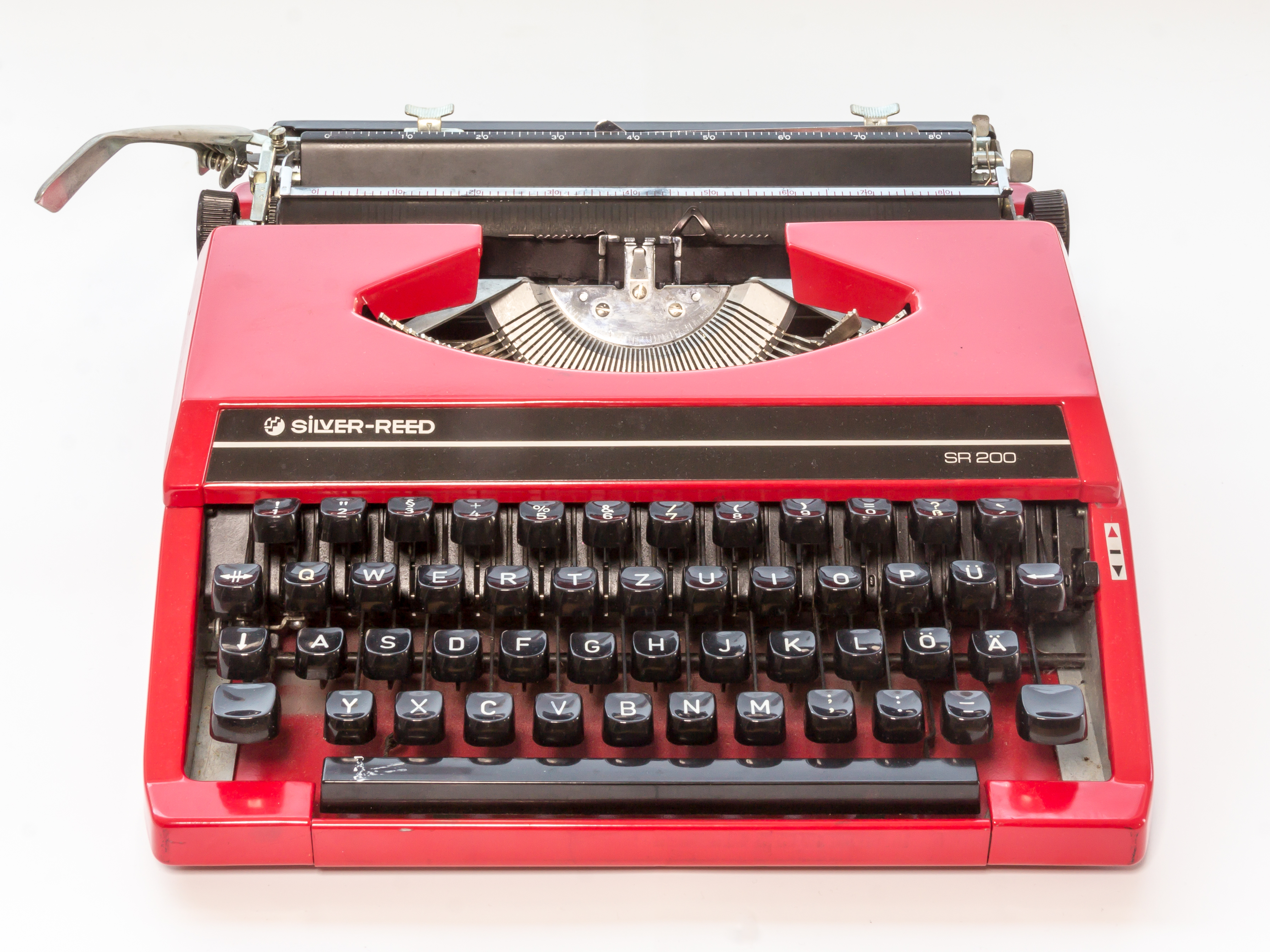
Silver Reed SR 200 mit deutscher Tastaturbelegung

Eine Schreibmaschine ist ein von Hand oder elektromechanisch angetriebenes Gerät, das dazu dient, Text mit Drucktypen zu schreiben und hauptsächlich auf Papier darzustellen. Zur Auswahl und zum Abdruck der Zeichen wird vorrangig eine Tastatur benutzt. Manche frühen Modelle hatten jedoch nicht das übliche Tastenfeld, sondern einen Zeiger, mit dem der Buchstabe oder die Ziffer vor dem Anschlag nur einer Taste auf einer Skala ausgewählt wurde. In ihrer Spätform als „Schreibautomat“ ist die Schreibmaschine ein Vorläufer des Computers, dessen Tastaturbelegung weitgehend der der Schreibmaschine entspricht und in dem viele vom Maschinenschreiben bekannte Funktionen für die moderne Textverarbeitung übernommen sind.

## Aufbau und Funktionen

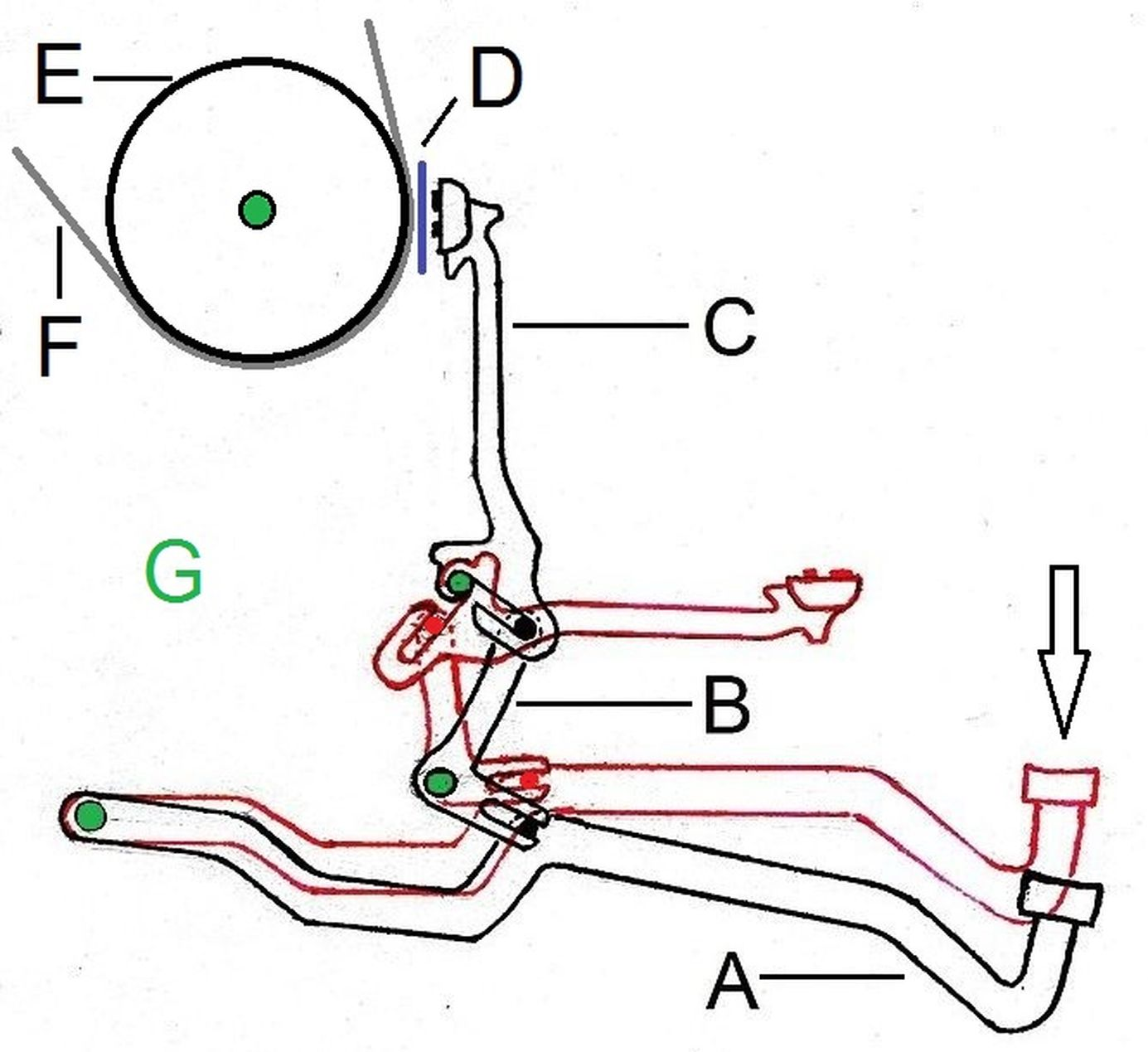
Typenhebelschreibmaschine, schematisch.
Typenhebelgetriebe (z. B. das Wagnergetriebe: Tastenhebel A, Zwischenhebel B, Typenhebel C).
Farbband D; Schreibwalze E, Schreibpapier F.
Gestell G (Drehgelenke der Hebel und der Schreibwalze)

Die wesentlichen Teile einer alten handbetriebenen Typenhebelschreibmaschine sind (siehe auch nebenstehende Abbildung)
- das Typenhebelgetriebe, z. B. das Wagnergetriebe:
  - die Tastenhebel A,
  - die Zwischenhebel B (bei neueren Typenhebelschreibmaschinen sind die Doppelgelenke zum und vom Zwischenhebel durch zwei Zugdrähte mit je zwei einfachen Drehgelenken ersetzt: Zugdrahtgetriebe),
  - die Typenträger bzw. die Typenhebel C,
- das Farbband D,
- die drehbare und quer bewegliche Schreibwalze E.

Die Typen C schlagen auf das Farbband D und das auf der Schreibwalze E gehaltene Papier F. Mehrere Exemplare eines Schriftstücks (Durchschläge) werden mithilfe von Kohlepapier zwischen mehreren eingelegten Papierbögen erstellt. Nach jedem Tastenanschlag (einschließlich dem der Leertaste, nicht jedoch der Akzenttaste ganz rechts oben) wird die Bewegung des Papierträgerwagens mit der Walze um einen Schreibschritt nach links ausgelöst. Der Wagen wird von einer Feder gezogen, die der Bediener mit der Rückführung des Wagens an den Zeilenanfang jeweils wieder spannt. Gleichzeitig wird die Walze mit dem Zeilenschalter (Hebel links am Wagen) um einen Zeilenschritt weitergedreht. Zu diesen Bewegungen, die von Hand ausgeführt werden, gehört noch das Umschalten von Klein- zu Großbuchstaben, wobei entweder die Wagenführung samt dem Wagen oder aber der Typenhebelkorb um etwa 8 mm angehoben wird, um die Schreibstelle vor die entsprechende Type zu bringen.
Bei elektromechanischen Schreibmaschinen wird die Bewegung der Tastenhebel durch einen Elektromotor unterstützt; bei elektronisch gesteuerten Schreibmaschinen dienen Tasten anstelle von Tastenhebeln nur noch als Auslöser (Schalter). Die Auswahl der Drucktype und der Anschlag werden von Elektromotoren bewirkt.
Die Elektrifizierung der Schreibmaschine förderte die Anwendung neuer Typenträger als Varianten zum Typenhebel.

Typenträger
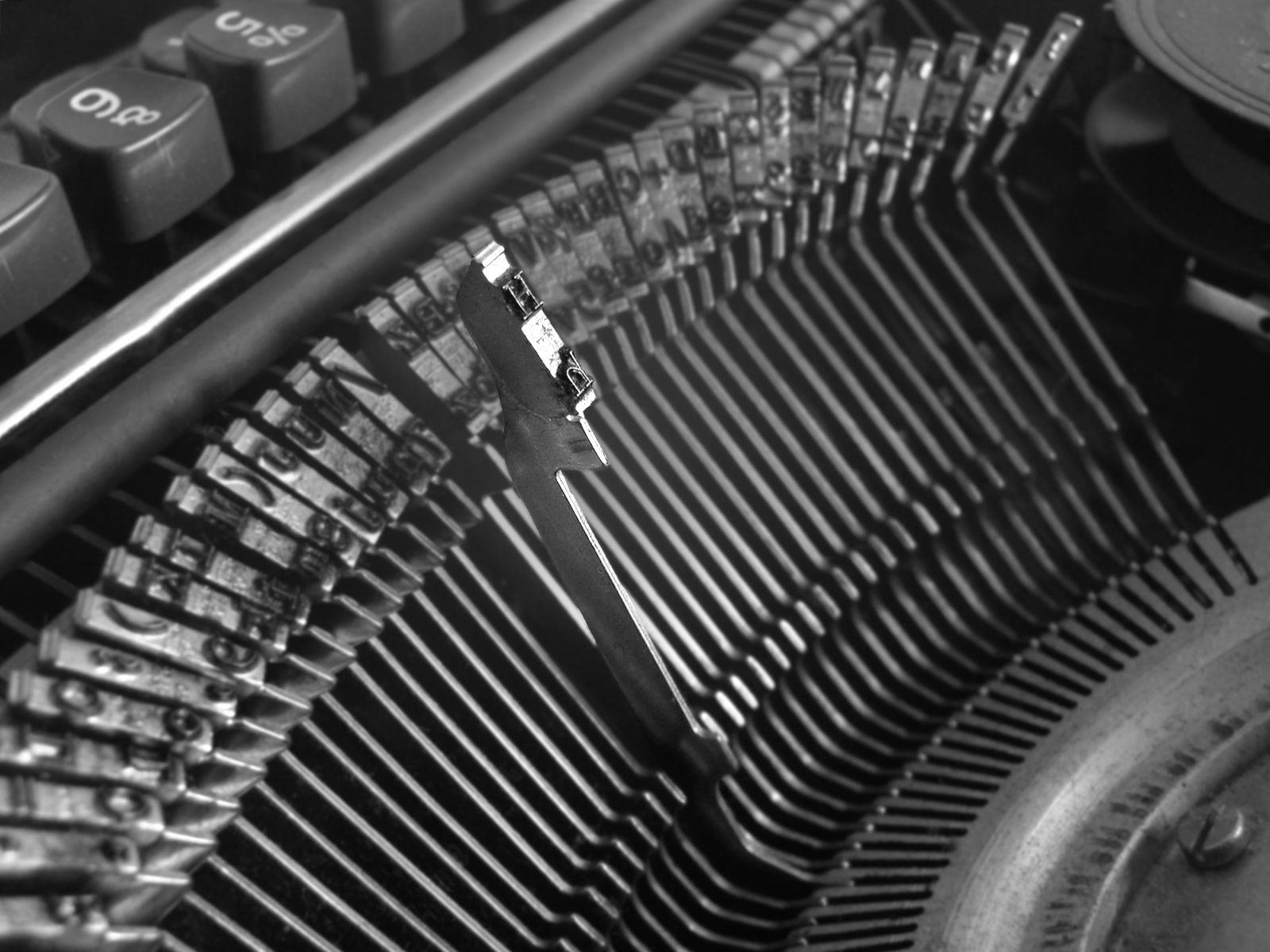
Typenhebel
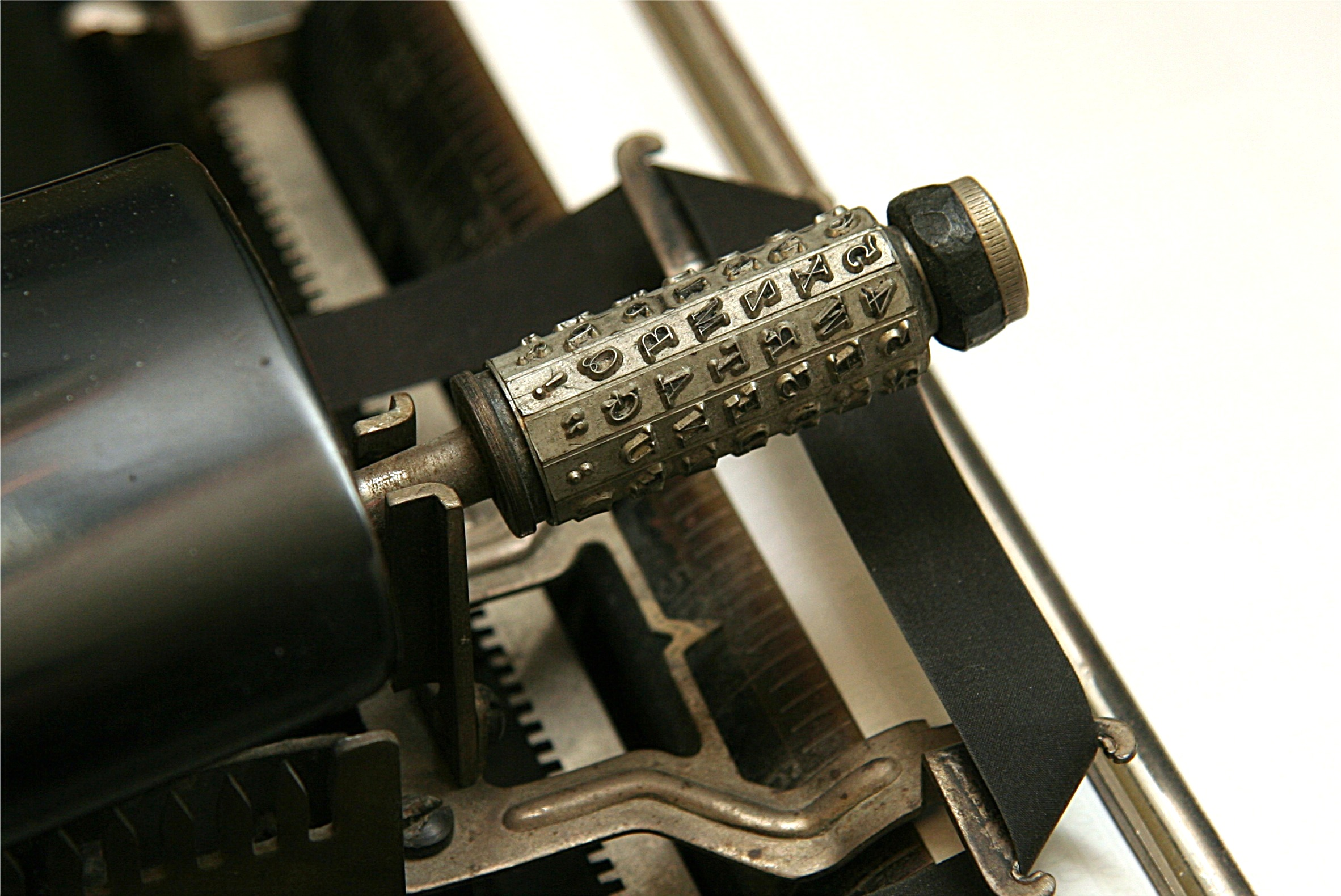
Typenzylinder
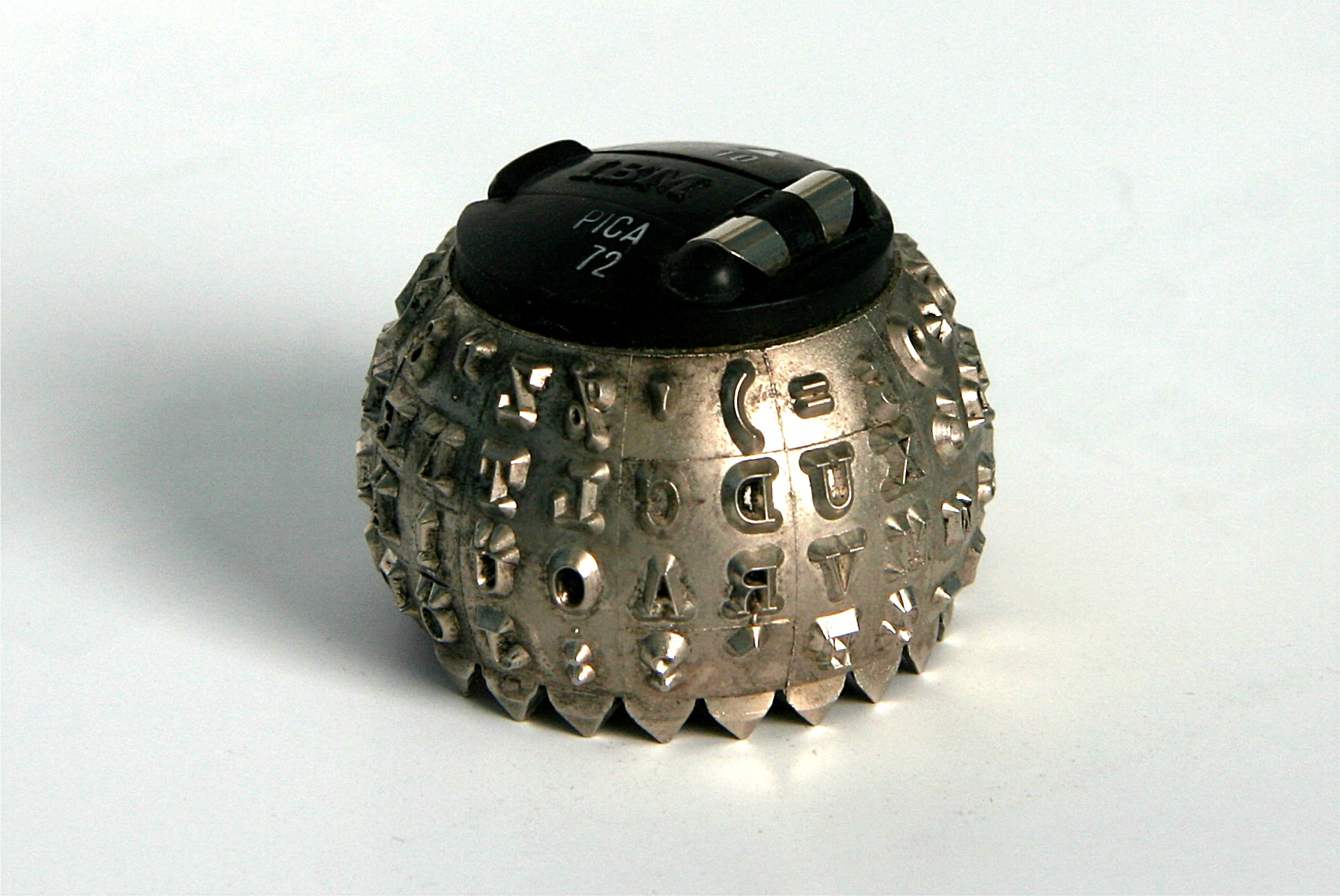
Kugelkopf
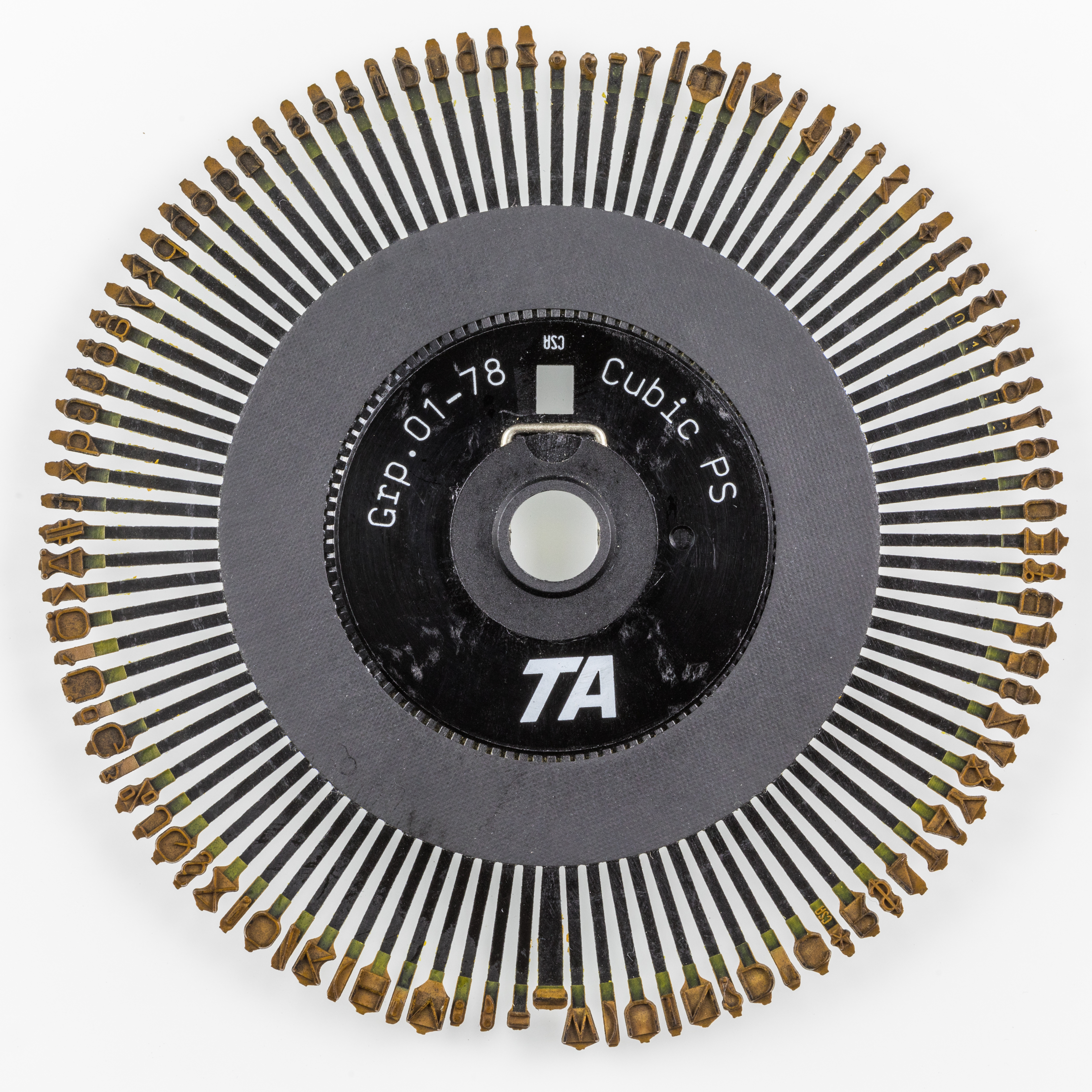
Typenrad einer elektronisch gesteuerten Schreibmaschine

Den Typenzylinder gab es schon in handbetriebenen Schreibmaschinen (1893, vom Hersteller Blickensderfer Typenrad genannt). Er wurde zum Vorläufer des Kugelkopfs. Letzte Variante der alle Drucktypen auf einem Körper vereinigenden Träger ist das besonders leichte Typenrad. Seine Anwendung führte dazu, dass die bei einigen Kugelkopfschreibmaschinen schon weggelassene Querbewegung der Walze (von rechts nach links) bei den elektromechanischen Schreibmaschinen zum Standard wurde. Quer (von links nach rechts) bewegt sich das entsprechende Schreibwerk mit dem Typenträger.

## Geschichte der Schreibmaschine

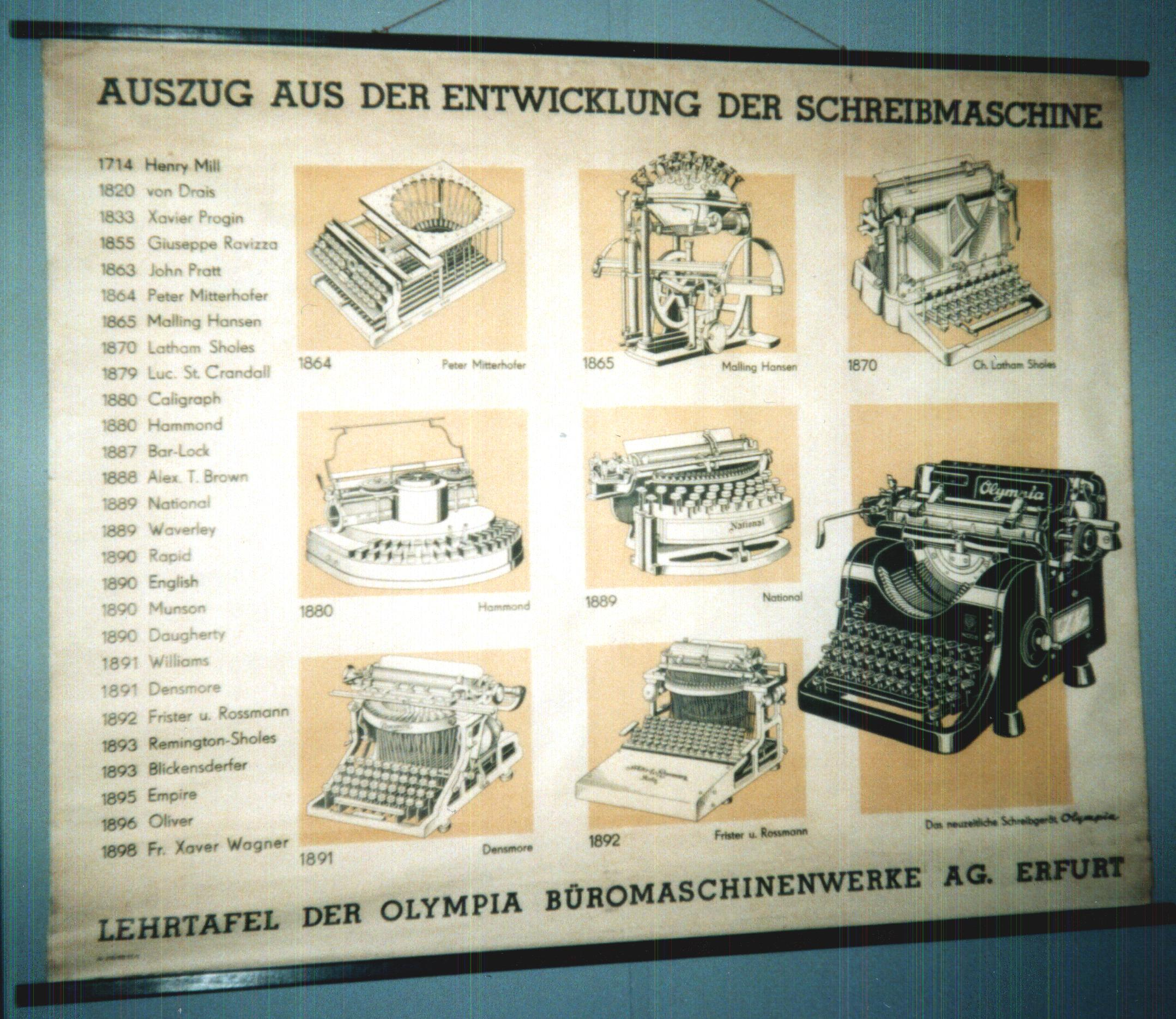
Entwicklung der Schreibmaschine, eine Schautafel der Olympia Büromaschinenwerke AG Erfurt mit historischen Maschinen

### 18. Jahrhundert: ein erstes Patent
Die erste bekannte Beschreibung einer Schreibmaschine findet sich in einem Henry Mill 1714 erteilten Patent. Die Patentschrift handelt von einer Maschine oder künstlichen Methode, „Buchstaben fortschreitend einen nach dem anderen wie beim Schreiben zu drucken, und zwar so klar und genau, dass man sie vom Buchstabendruck nicht unterscheiden kann.“ Zudem sei das Geschriebene tiefer und beständiger als jede andere Schrift. Es könne nicht ohne erkennbare Spuren zu hinterlassen gelöscht oder gefälscht werden. Technische Details werden nicht erwähnt; ob die Maschine gebaut wurde, ist ungewiss.

### 19. Jahrhundert: erste funktionierende Geräte
Mehrere bekannt gewordene Versuche zeigen, dass die Zeit für die Erfindung der Schreibmaschine reif geworden war. Zum Erfindermut trug auch das Bestreben bei, „den Blinden neben dem Lesen auch das Schreiben zu ermöglichen“. Ein vom englischen Ingenieur Jenkins stammender Vorläufer einer solchen Blindenmaschine ist erhalten.
Die erste funktionierende Schreibmaschine war wahrscheinlich das Gerät, das der Italiener Pellegrino Turri 1808 für die erblindete Gräfin Carolina Fantoni da Fivizzano herstellte. Ein mit dieser Maschine geschriebener Brief vom 8. Oktober 1808 ist erhalten und lässt erkennen, dass mit Farbpapier und Typendruck geschrieben wurde.

19. Jahrhundert
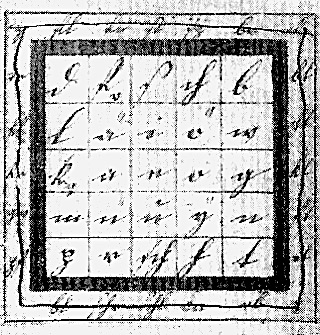
1821, Schreibclavier von Karl Drais, 25 Taster wie Geheimschlüssel 1833
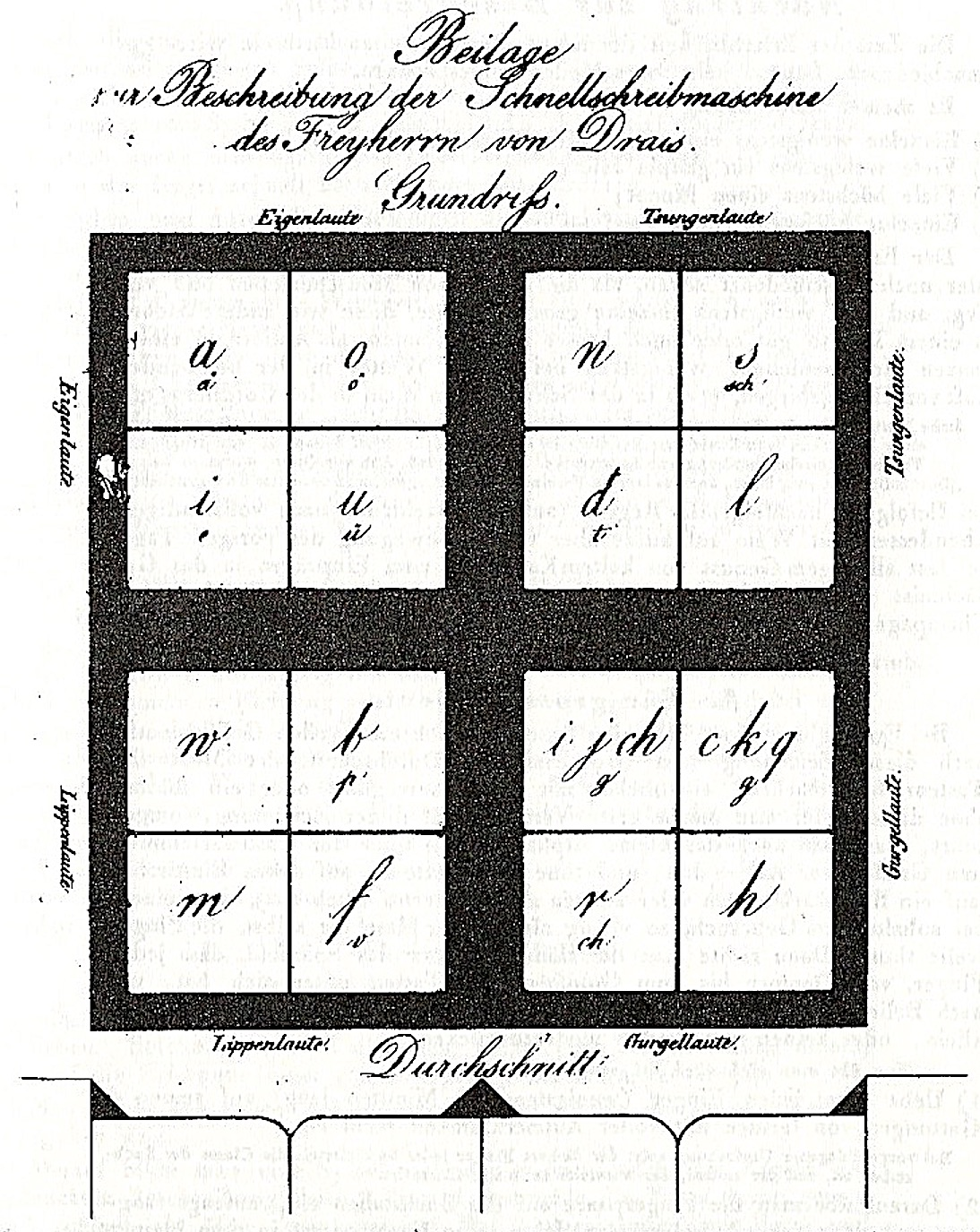
1829, Schreibmaschine von Karl Drais, 16 Taster statt Klaviertasten
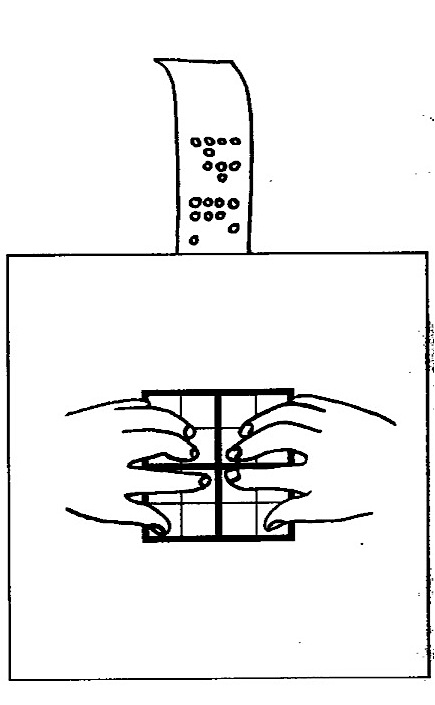
1829, dito Stenograph, 16 Taster, von Karl Drais (Rekonstruktion)
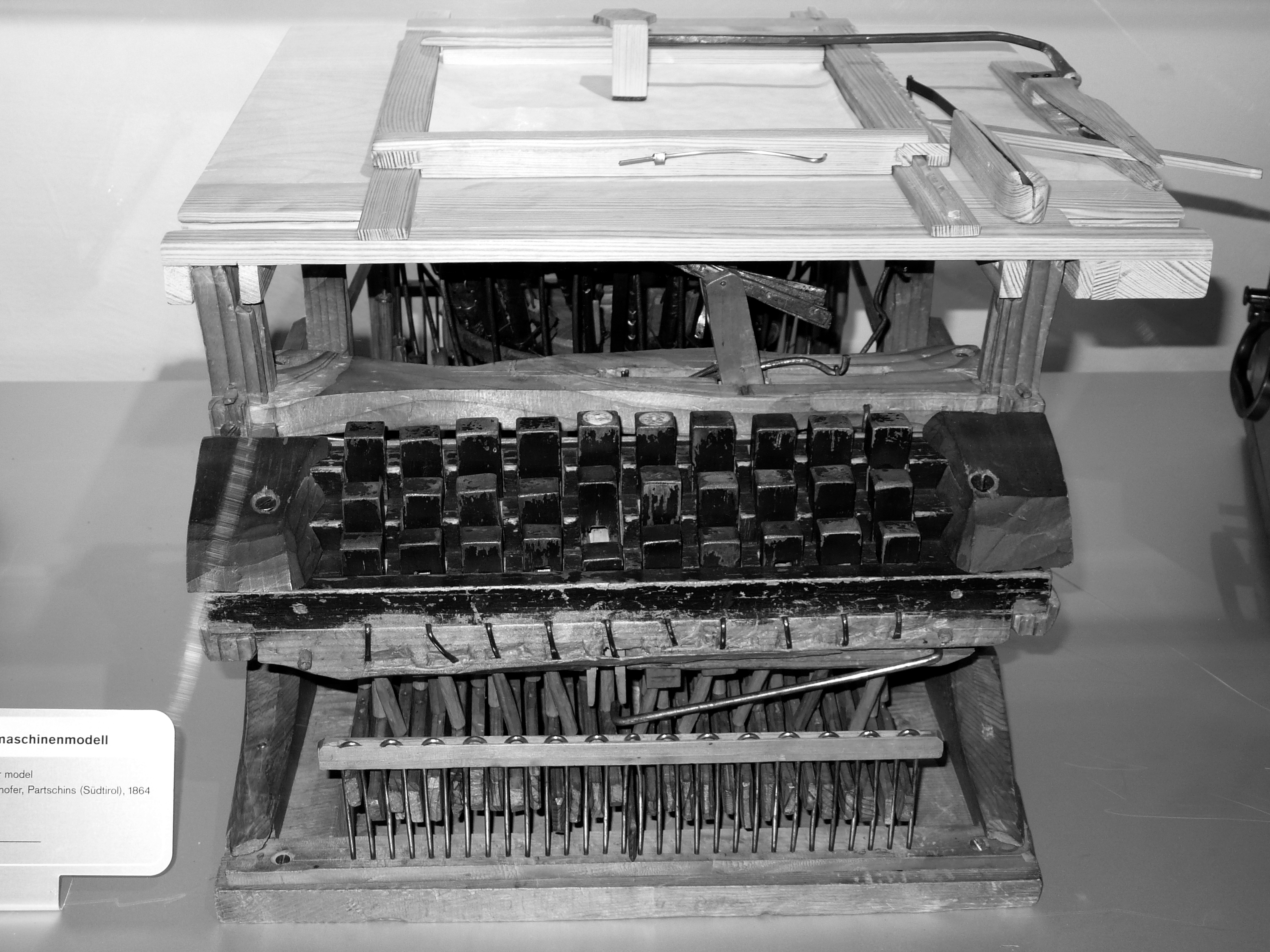
1864, Schreibmaschine von Peter Mitterhofer
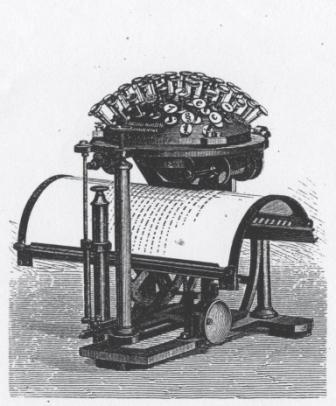
1865 Malling Hansen: Schreibkugel (Skrivekugle)
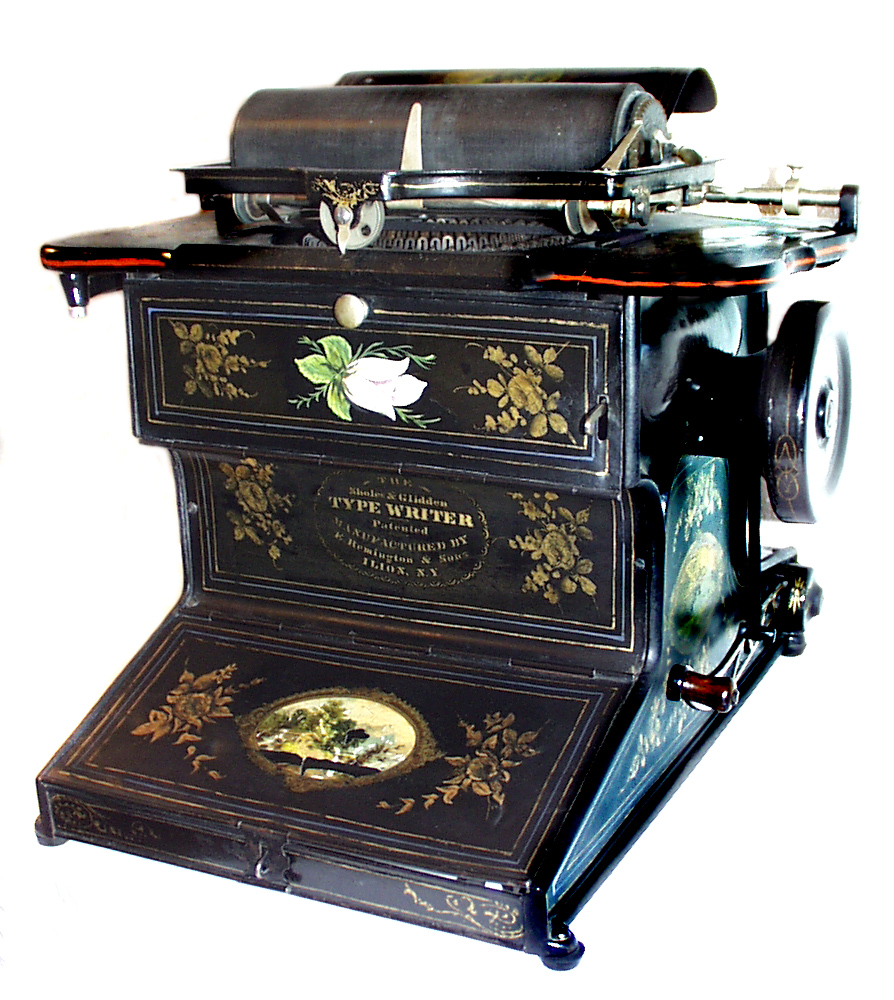
1876 Sholes & Glidden Typewriter von Remington

1821 baute Karl Drais für seinen erblindenden Vater eine Schreibclavier genannte Maschine, die vermutlich Buchstaben in einen Papierstreifen prägte und bereits eine Tastatur hatte. Er wählte für jeden von 25 Buchstaben einen eigenen Taster, die er im Quadrat von fünf mal fünf anordnete. Das Papier wurde auf einer Walze mit Uhrwerk aufgespult und so durch die Schreibmaschine (übrigens seine Wortschöpfung) gezogen. Schreibproben sind nicht erhalten. Später, als sein Vater wieder halbwegs sehen konnte, konstruierte Drais eine sogenannte Schnellschreibmaschine, die als umschaltbare Schreib/Stenomaschine gedacht war und in Stachelschrift einen Lochstreifen stanzte. Sie hatte 16, teilweise doppelt besetzte Taster in 4×4-Anordnung.
Typenhebel sind erstmals aus einer Schreibmaschine des Franzosen Xavier Progin von 1832 bekannt. Sie waren gemeinsam in einem sogenannten Hebelkorb angebracht und druckten wie Stempel auf das flach liegende Papier.
Bis zur 40 Jahre späteren Remington-Schreibmaschine wurden aber vorwiegend Typenstäbe verwandt, so bei Charles Thurber und dem blinden Pierre Foucauld, beide 1843.
Der durch seinen Pendelversuch bekannte Léon Foucault baute 1855 eine Schreibmaschine.
Von 1864 an baute der Tiroler Peter Mitterhofer verschiedene Schreibmaschinenmodelle aus Holz.
Die letzten der 1838 bis 1884 vom Italiener Giuseppe Ravizza gebauten Schreibmaschinen hatten schon viele Eigenschaften der späteren lange Zeit dominierenden Typenhebelschreibmaschine: kreisförmiger Typenhebelkorb, Papierzylinder mit teilweise beim Schreiben sichtbarer Schrift, Typenführung, Wagenrückzug, Einfärbung der Typen durch ein zwischen zwei Spulen laufendes Farbband, Umschalter zwischen Klein- und Großbuchstaben und Tastenanordnung nach Häufigkeit der Verwendung.
Die erste in größeren Stückzahlen gefertigte Schreibmaschine, die Skrivekugle oder Schreibkugel, baute Pastor Rasmus Malling-Hansen – der Direktor eines dänischen Taubstummeninstitutes – im Jahr 1865. Die in einer Kugelkalotte geführten etwa 50 Typenstäbe wurden einzeln gegen Federkraft nach unten zum gemeinsamen Druckpunkt in Kugelmitte gedrückt (ähnlich wie früher bei Pierre Foucauld). Die ersten Modelle waren teilelektrifiziert (Wagenbewegung). Der berühmteste Kunde von Malling-Hansen war der Philosoph Friedrich Nietzsche. Insgesamt sollen etwa 300 dieser Maschinen verkauft worden sein.
Eine von Carlos Glidden und Christopher Latham Sholes konstruierte Schreibmaschine erwies sich als die bis dahin am besten brauchbare. Am 23. Juni 1868 wurde sie patentiert (US-Patent 79265). Sie wurde von 1870 bis 1873 unter den Namen Sholes-Glidden und Milwaukee verkauft und ab 1876 von der US-amerikanischen Gewehrfabrik Remington & Sons (später Remington Rand) industriell in Serie hergestellt. 1878 erschien die Remington Nr. 2 mit Umschaltung zwischen Groß- und Kleinbuchstaben und automatisch transportiertem Farbband. Sie hatte wie schon das Vorgängermodell eine QWERTY-Tastaturbelegung. Nach Beseitigung anfänglicher Störanfälligkeiten und mehreren konstruktiven Verbesserungen und Erweiterungen (Tabulator, auswechselbarer Wagen u. a.) wurden die Remington-Schreibmaschinen ab etwa 1885 in Nordamerika zum selbstverständlichen Hilfsmittel in allen Schreibstuben.

### Ab 1893 – Das Wagnergetriebe

ab 1893
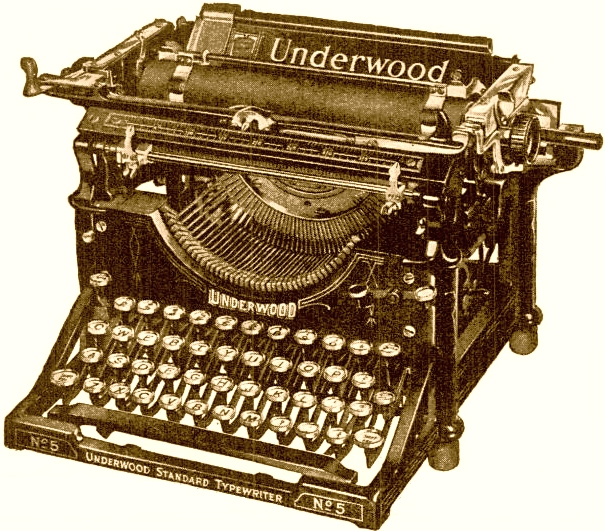
Underwood Nr. 5 von 1900
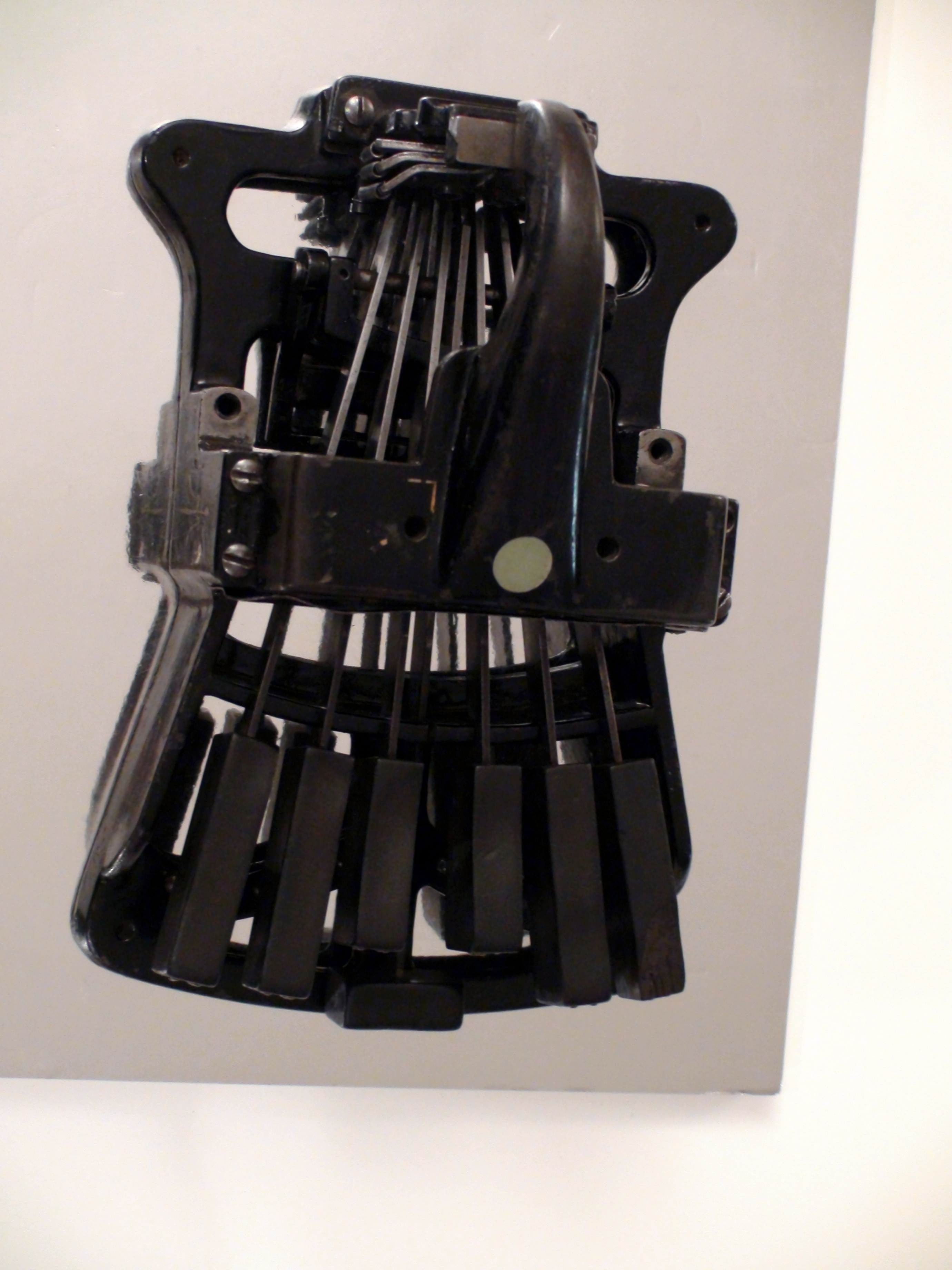
Picht: Punktschrift-Blindenschreibmaschine von 1899
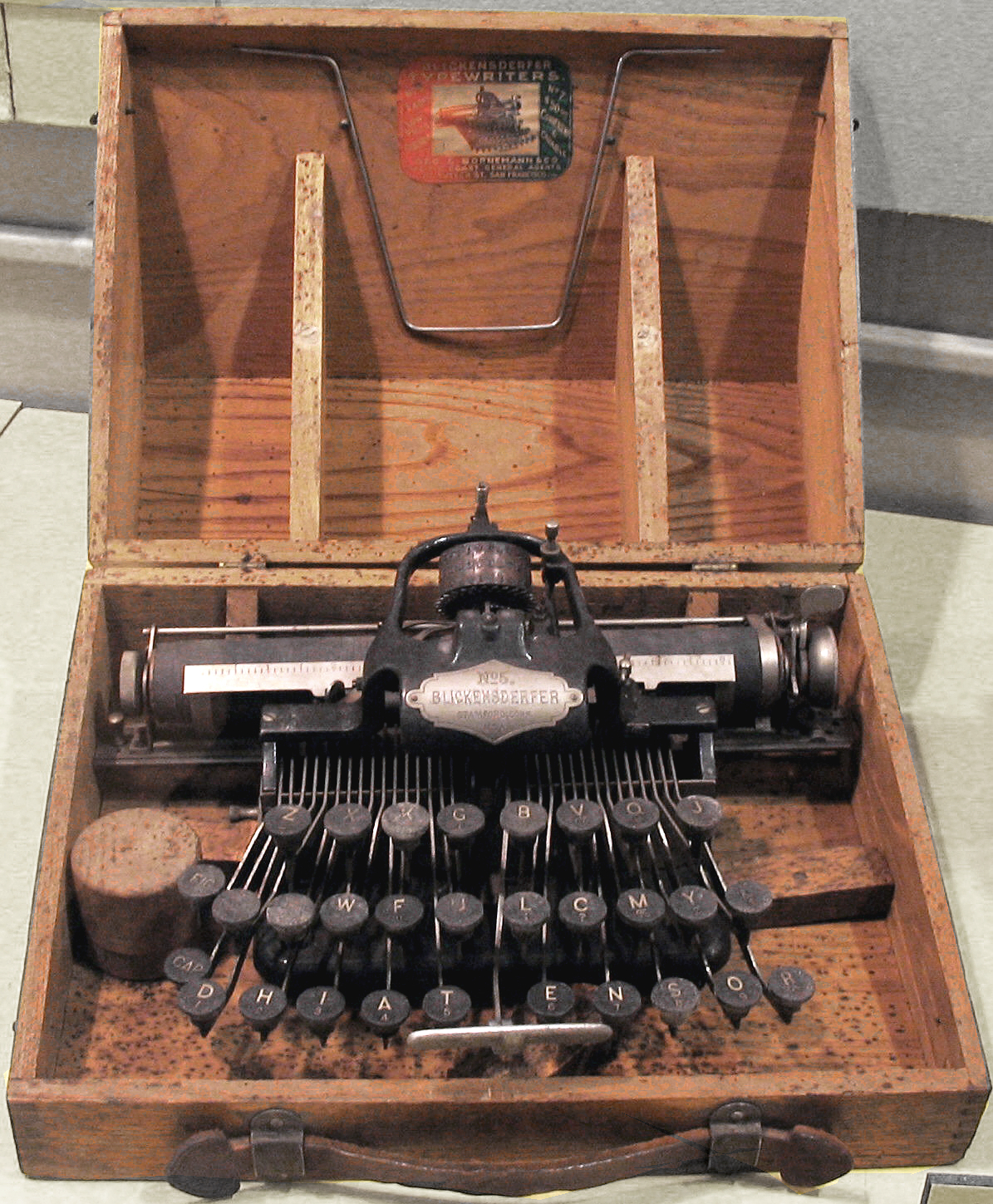
Blickensderfer Nr. 2 mit Typenrad von 1893
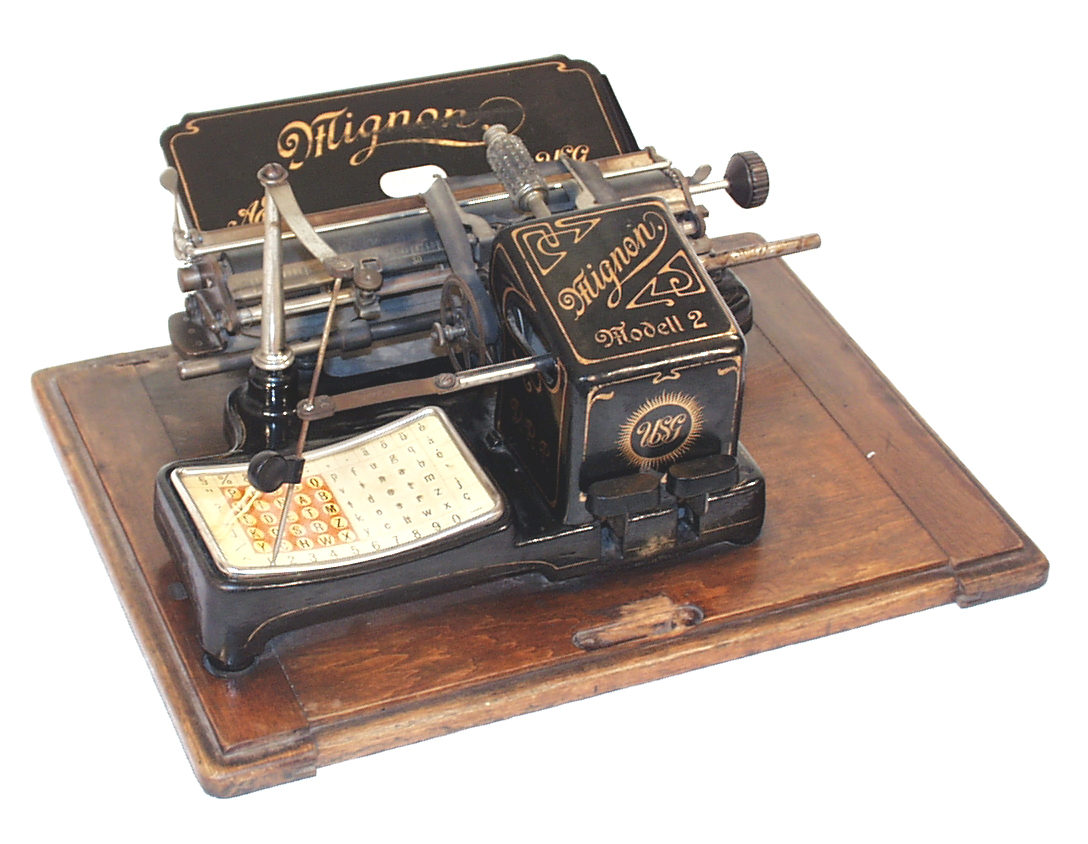
AEG Mignon Nr. 2 von 1904
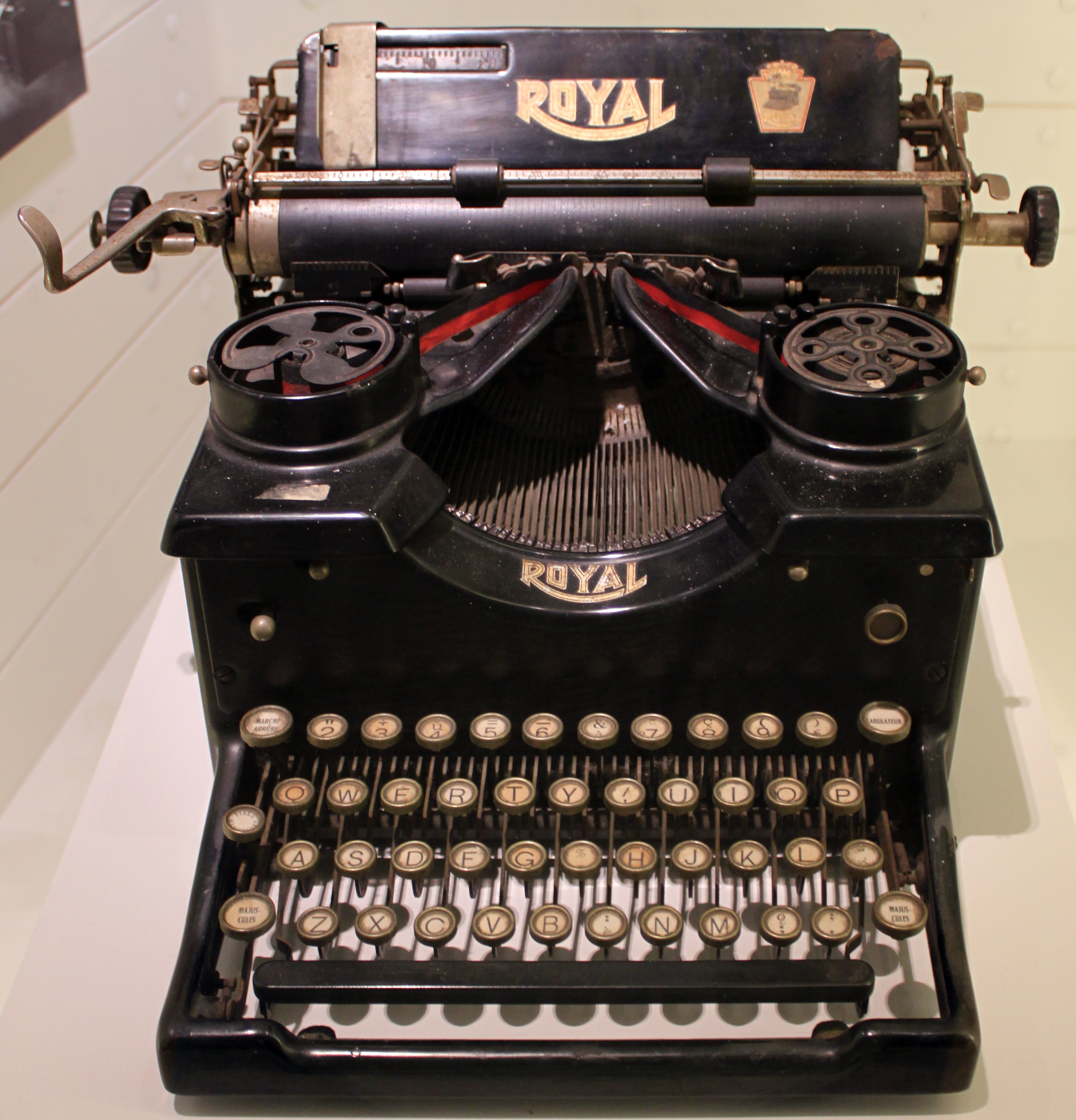
Royal Nr. 1 von 1907
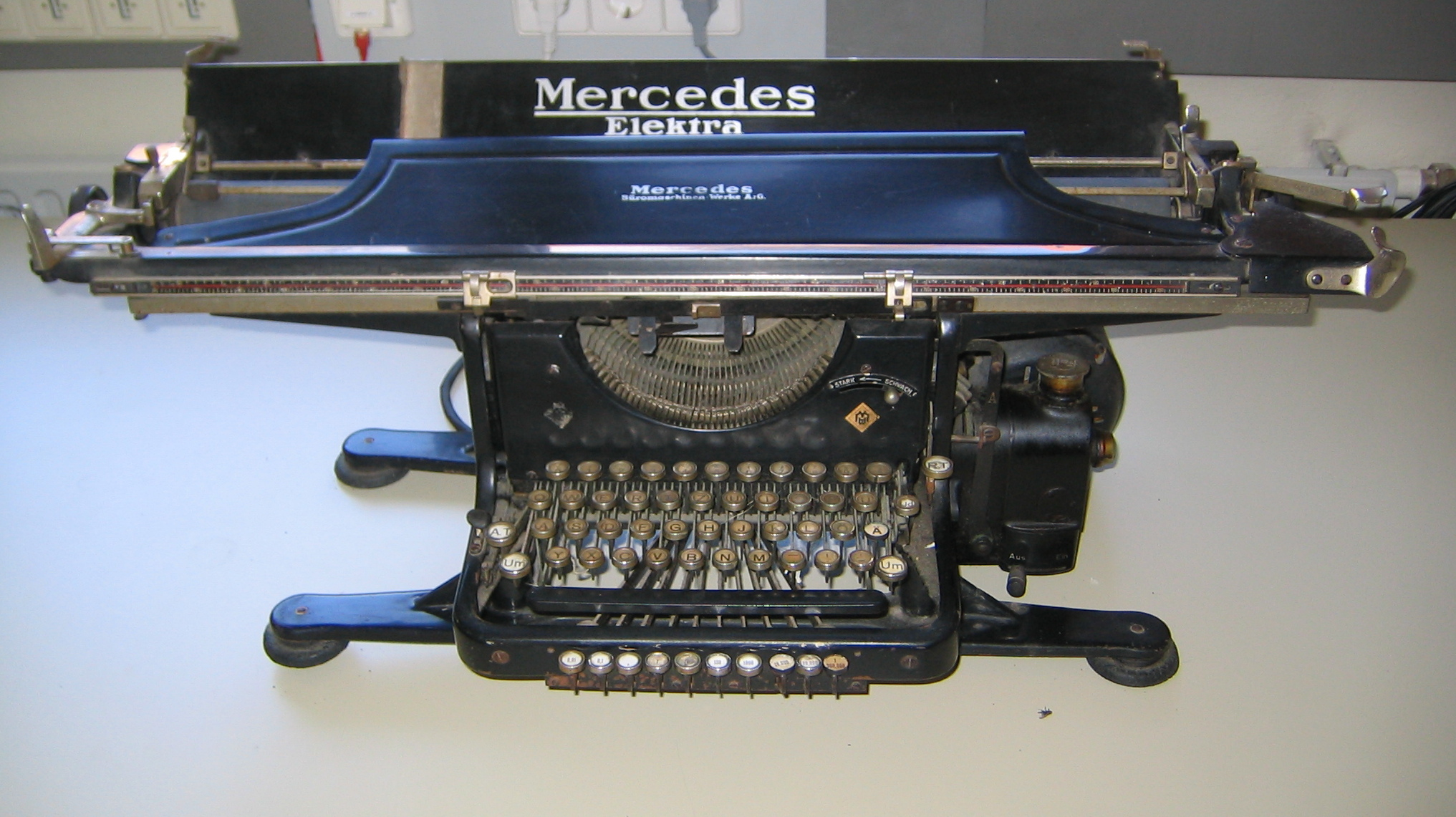
Mercedes: Mercedes Elektra von 1921

1893 ließ der in die USA ausgewanderte deutsche Konstrukteur Franz Xaver Wagner eine Typenhebelschreibmaschine mit sofort sichtbarer Schrift patentieren. Wagner erfand dazu gemeinsam mit seinem Sohn Hermann unter anderem das Segment (Typenhebelaufhängung) und den Zwischenhebel. Zusammen mit Tasten- und Typenhebel bilden diese Bauteile das sogenannte Wagnergetriebe, das die prinzipielle Funktionsweise einer Typenhebelschreibmaschine bis heute definiert. Das Patent für diese neue Maschine wurde am 7. Juli 1897 von Hermann und Franz Xaver Wagner eingereicht und 1899 unter der Nummer 633672 für den Unternehmer John T. Underwood patentiert.
Underwood war zu dieser Zeit Produzent von Tinten und Farbbändern. Als er bei Remington seine Produkte vorstellen wollte, teilte man ihm lapidar mit, dass Remington Farbbänder selbst herstelle. Underwood entgegnete daraufhin, dass er dann auch künftig Schreibmaschinen selbst herstellen werde. Die Maschine wurde nach den Patenten der Wagners entwickelt und von der „Wagner Typewriter Company“, die von Underwood übernommen wurde, hergestellt und verkauft. Nur kurze Zeit später benannte Underwood die Firma in „Underwood Typewriter Company“ um. Insbesondere mit dem Modell No. 5 aus dem Jahr 1900 hatte Underwood großen Erfolg in den USA. Die Maschine setzte durch ihre Konstruktion den Maßstab für alle nachfolgenden Maschinen anderer Hersteller weltweit. 1920 waren über 50 % aller in den USA verkauften Schreibmaschinen von Underwood.
Der andere große Schreibmaschinenhersteller „Smith Premier“ war von 1889 bis 1908 mit dem Typ 10 sehr erfolgreich. Diese Schreibmaschinen zeichneten sich dadurch aus, dass sie keine Umschalttaste, sondern ein „Full Keyboard“, eine sogenannte „Volltastatur“ (doppeltes Tastenfeld), hatten. Die großen Buchstaben waren dabei über den kleinen angeordnet. Auch in Deutschland war der Typ 10 erfolgreich. Ein großer Vorteil war der geringe erforderliche Tastendruck, um die recht leichten Hebel in Bewegung zu setzen. Das aufkommende Tastschreiben (Zehnfingersystem) beendete jedoch den Erfolg der Volltastatur, die auch der deutsche Hersteller Frister & Roßmann bis 1904 einsetzte.
Oskar Picht erfand 1899 die erste brauchbare deutsche Blindenschreibmaschine mit Punktschrift.
1902 erschien in den USA mit der Blickensderfer Electric die erste elektrische Schreibmaschine, eine Konstruktion des gebürtigen Deutschen George Blickensderfer. Sie konnte sich jedoch nicht auf dem Markt durchsetzen, obwohl die Technik der Konkurrenz um Jahrzehnte voraus war. Vermutlich scheiterte sie daran, dass es in den verschiedenen US-Bundesstaaten keine einheitliche Netzspannung gab oder manche Orte gar nicht über Elektrizität verfügten. Wesentlich erfolgreicher war die nur 3 kg schwere Blickensderfer von 1893. Diese Maschine hatte eine auswechselbare Typenwalze (in der Form dem späteren IBM-Kugelkopf von 1962 ähnlich), sodass mit den verschiedensten Schriftarten geschrieben werden konnte.
Zwischen 1903 und 1933 baute AEG 350.000 Zeigerschreibmaschinen vom Typ Mignon. Bei ihr wurde mit der linken Hand über einem Tableau ein Zeiger zum gewünschten Buchstaben geführt und mit der rechten Hand die Schreibtaste angeschlagen, um auf dem Papier einen Abdruck zu erzielen.
1906 variierte Edward B. Hess das Typenhebelgetriebe von Wagner (Wagnergetriebe), indem er zwischen Tastenhebel und Zwischenhebel und zwischen Zwischenhebel und Typenhebel je einen Zugdraht als Zwischenglied einfügte. Wagner hatte die Übertragung zwischen den Hebeln mit je einem Doppelgelenk (in einer Gabel drehender und gleitender Stift) verwirklicht. Die Ausführung nach Hess wurde fortan nahezu unverändert in fast allen Typenhebelschreibmaschinen und nach dem Zweiten Weltkrieg ausschließlich eingesetzt. Es erforderte weniger Kraft beim Anschlag und beschleunigte den Typenhebel, je näher er an den Aufschlagpunkt kam. Entsprechend fiel er nach dem Aufschlag im oberen Bereich schneller zurück, wodurch auch bei hoher Schreibgeschwindigkeit die Typenhebel kaum noch kollidierten. Das System wurde am 11. Juni 1907 unter der Nummer 856870 für die Royal Typewriter Company in New Jersey patentiert und erstmals in der Royal 1 verwendet.
In der Zeit von etwa 1890 bis 1920 gab es verschiedene Versuche für pneumatische Schreibmaschinen, mit denen der beim Maschinenschreiben nötige Kraftaufwand durch Pressluft verringert werden sollte.
Unter anderem stellte 1892 Marshal A. Weird in London ein Modell vor, das anstelle einer Tastatur 30 kleine Gummibälle hatte, die in drei Reihen angeordnet und mit Schriftzeichen versehen waren. Von jedem dieser Gummibälle führte ein Gummirohr zu einem Zylinder, in dem sich ein Typenkolben befand. Durch Druck auf den Gummiball wurde die Type gegen das Papier bewegt. Doch trotz relativ niedrigem Preis setzte sie sich auf dem Markt nicht durch. Ein schwerwiegender Nachteil war die geringe Geschwindigkeit der Kolben. Man konnte eine bestimmte Type nicht kurz nacheinander erneut drucken. Seit 1898 experimentierte Max Soblik mit einer pneumatischen Typenradschreibmaschine. Während das Typenrad sich ständig rasch drehte, strömte Luft aus einer kleinen Öffnung in den Tasten. Setzte der Schreiber einen Finger auf eine solche Öffnung, wurde die Luft komprimiert und der Typenaufschlag ausgelöst. 1912 wurde das System für die Soblik Schreibmaschinen GmbH in Düsseldorf patentiert. Zur Serienfabrikation kam es jedoch nicht. Die Firma erlosch um 1920. Um 1900 arbeitete auch der Maschinenschreiblehrer J. P. Moser aus St. Johann an der Saar an einer pneumatischen Schreibmaschine mit Gummibällen, die allerdings nicht direkt gedrückt werden, sondern unter den Tasten einer Klaviatur mit 14 schwarzen und 15 weißen Tasten liegen sollten. Zur Verwirklichung der Idee kam es nicht.
1910 gab es in den USA bereits mehr als einhundert Schreibmaschinenfabriken. Aus Dresden kam von Seidel & Naumann mit der Erika No. 1 die erste deutsche Reiseschreibmaschine.
1921 erschien auf dem deutschen Markt die Mercedes Elektra von Carl Schlüns (1870–1936), eine mechanisch angetriebene Schreibmaschine mit seitlich angeflanschtem Elektromotor. Es gab auch eine Version dieser Maschine, die anstelle des Motors eine Riemenscheibe hatte, um den Antrieb über eine Deckentransmission (meist von einer Dampfmaschine angetrieben) zu ermöglichen. Der Lärm in Schreibsälen mit über 50 solcher Maschinen war beträchtlich. Das Nutzungsrecht für den bereits damals mit Qualität und Robustheit assoziierten Namen Mercedes hatte sich der findige Hersteller vom Automobilbauer Mercedes-Benz erkauft, um potenziellen Käufern eine besondere Wertigkeit seiner Schreibmaschine zu suggerieren.
Ab 1929 gab es die India-Gummitasten, zweifarbig gepresste Gummikappen, die man auf die Tasten aufsteckte, um die Fingerkuppen zu schonen.
Bis in die 1930er-Jahre hatten Schreibmaschinen Tasten aus einem kreisrunden Blechplättchen, darüber ein Scheibchen dünner Karton mit dem Großbuchstaben bzw. den zwei Zeichen auf der Type, darauf ein dünnes Scheibchen transparenter Kunststoff, etwa Zelluloid, eingerahmt mit einem etwas hochstehenden Blechring aus Metall.

Schriftarten
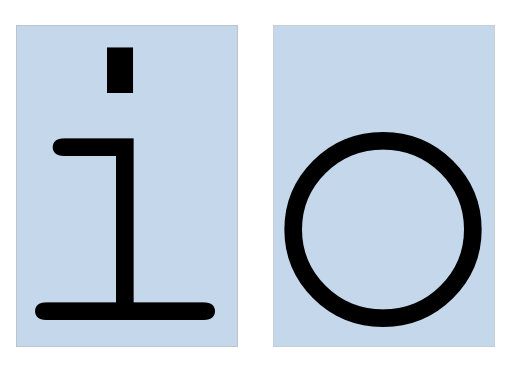
nicht-proportionale ...
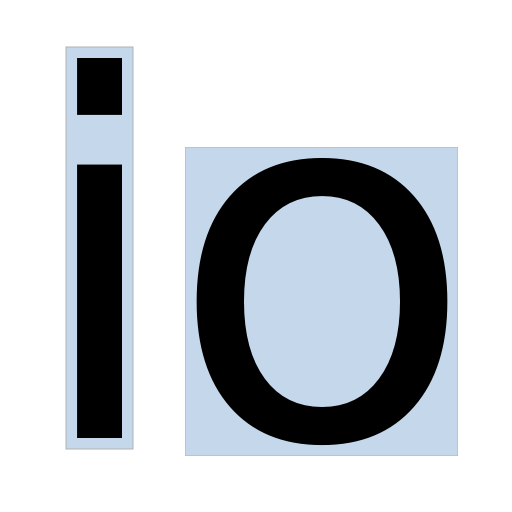
proportionale Schriftart

### Nach 1945 – Kugelkopf und andere Innovationen

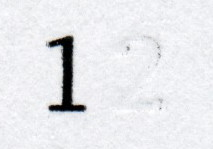
Druck mit Carbonband (links) und durchgeführte Korrektur (rechts)

Kleinere Verbesserungen gab es immer wieder im Laufe der Zeit. Die großen Innovationen kamen nach dem Zweiten Weltkrieg zumeist von IBM. 1947 erschien zum Beispiel mit der IBM Executive die erste Schreibmaschine mit Proportionalschrift. Üblicherweise ist die Schreibmaschinenschrift eine nichtproportionale Schriftart, das heißt, jeder Buchstabe nimmt dieselbe Breite ein. Die Steuerung konstanter Schritte in einer Zeile vereinfacht den Konstruktionsaufwand. Dafür wurden die schmalen Buchstaben wie das i mit Serifen künstlich verbreitert. Olivetti brachte in den 1960er-Jahren eine Typenhebel-Proportionalschrift-Maschine auf den Markt (mit der halbautomatisch sogar ein Blocksatz erzeugt werden kann).
In den USA wurde 1950 erstmals das Verfahren Mehrkomponenten-Spritzgießen zur Herstellung massiver, zweifarbiger Schreibmaschinentasten angewendet. Im Gegensatz zu bedruckten Tasten nutzt sich die gegossene, in die Tiefe reichende Beschriftung nicht ab.
1962 begann IBM mit dem Verkauf der ersten Schreibmaschine mit Kugelkopf, der IBM 72, und brachte damit eine Maschine mit einem weitestgehend neuen Konstruktionsprinzip heraus. Als das IBM-Patent für das Kugelkopf-Prinzip ausgelaufen war und andere Hersteller (wie zum Beispiel Triumph-Adler mit der SE-1000) ebenfalls Kugelkopfschreibmaschinen auf den Markt bringen konnten, war dieser für Kugelkopfmaschinen jedoch nicht mehr sehr empfänglich. Es gab inzwischen Schreibmaschinen mit Typenrad.
Ende der 1960er-Jahre kamen neben den herkömmlichen textilen Farbbändern auch Carbonbänder zum Einsatz. Diese mit Kohlenstoff beschichteten Folien boten einen gleichmäßigen und scharfen Abdruck mit hoher Farbdichte, allerdings mit dem Nachteil, dass nur verhältnismäßig wenige Seiten mit einem solchen Band geschrieben werden konnten. Ihr zusätzlicher Vorteil war, dass mit ihnen Druckfolien für den Büro-Offsetdruck direkt beschrieben werden konnten, die gegenüber dem Umdruckverfahren und dem Schablonendruck qualitativ bessere Massendrucke ermöglichten.
Für diese Folienbänder wurden von IBM Maschinen „mit Korrekturtaste“ (rechts oben auf der Tastatur, mit Andreaskreuz im Quadrat) entwickelt. Diese Taste führte das Schreibwerk zurück und aktivierte für einen Anschlag ein schmäleres, nur einspurig genutztes Korrekturband, das vor dem Farbband geführt wurde. Beim automatisch erneuten Anschlag des falschen Zeichens wurde es hochgehoben und hob die Farbe vom Papier ab oder überdeckte den Fehler.

### 1980er-Jahre – Kombination mit einem elektronischen Rechner

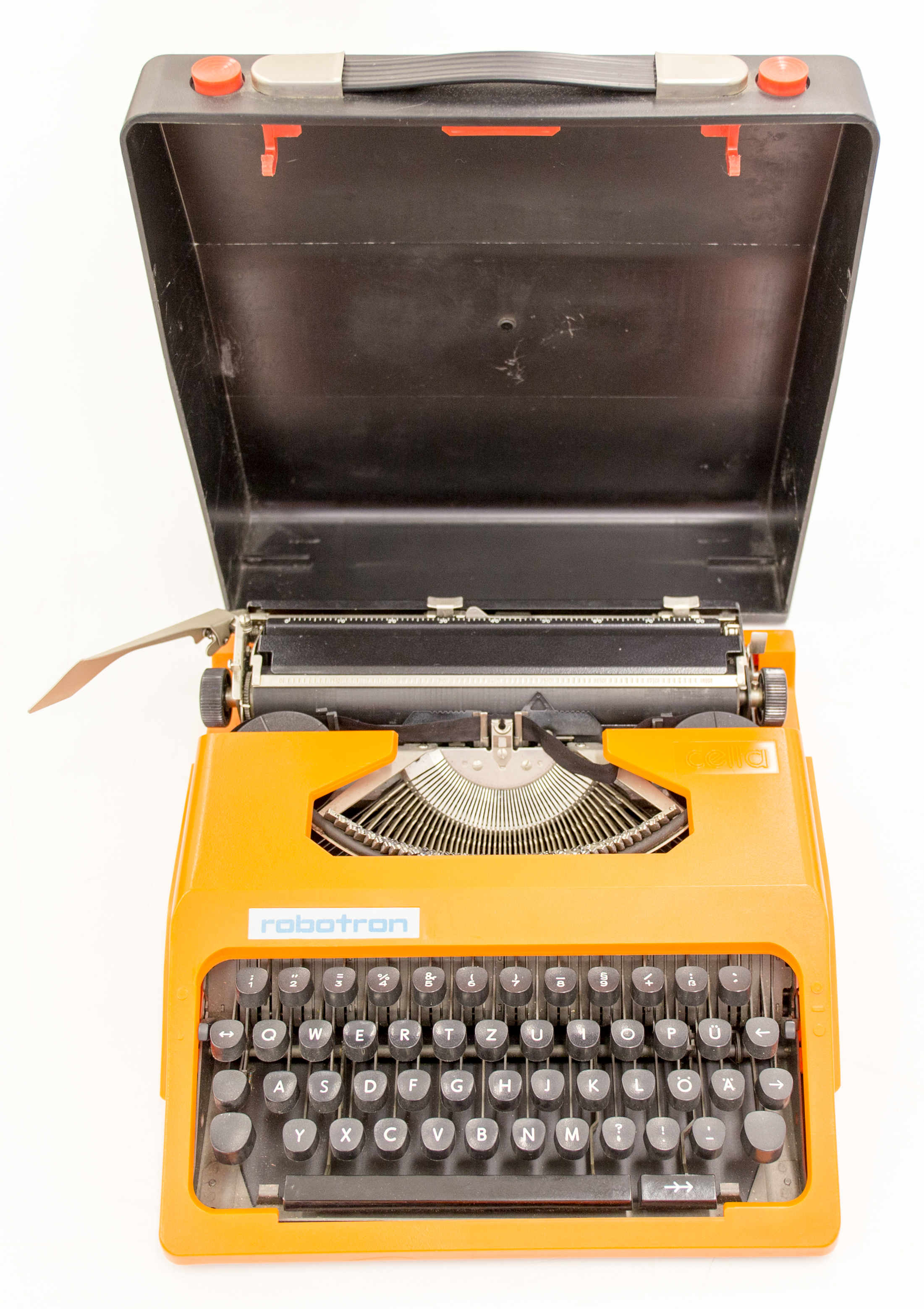
(Mechanische) Schreibmaschine robotron S 1001 des Herstellers VEB Robotron-Elektronik aus der DDR, Bestand des MEK

Die Entwicklung der Schreibmaschine näherte sich in den 1980er-Jahren ihrem Ende. Tastatur und Schreibwerk wurden durch einen elektronischen Digitalrechner mit elektronischem Textspeicher voneinander getrennt. Zugefügt wurde auch ein Bildschirm, auf dem der eingebene und der gegebenenfalls durch automatische Textverarbeitung korrigierte und veränderte (z. B. formatierte) Text sichtbar wurde. Da das Schreibwerk mit Typen weiter benutzt wurde, war das mit dieser Schreibmaschinen-Kombination erzeugte Schriftbild besser als das der damals üblichen Matrixdrucker der bereits existierenden elektronischen Datenverarbeitung. Diese erweiterten Maschinen waren für professionelles Schreiben vorgesehen, für den Privatgebrauch waren sie zu teuer. Konventionelle Schreibmaschinen waren inzwischen durch Verwendung von Kunststoff für viele Bauteile und Einbezug der Elektronik preisgünstig geworden.
Viele Hersteller begannen damit, ökologische Aspekte bei der Herstellung und dem Gebrauch der Schreibmaschine zu beachten. Anfang der 1990er Jahre wurden verbrauchte Farbbandkassetten über den Hausmüll entsorgt. Dann begann z. B. Triumph-Adler damit, Farbbandkassetten zu verkaufen, die nach dem Verbrauch kostenlos an Triumph-Adler zurückgeschickt werden konnten. Daraus wurden Gehäuseteile für ein Sondermodell der elektronischen Reiseschreibmaschine „Gabriele 100“ gefertigt.

### 21. Jahrhundert
Zu Beginn des Jahres 2003 wurde die Schreibmaschine aus dem Verbraucherpreisindex gestrichen, nachdem sie fast vollständig durch computergesteuerte Drucker verdrängt worden war.
Neben den Twen-Schreibmaschinen von Triumph-Adler gab es lange nur noch Schreibmaschinen des japanischen Herstellers Brother. Die zuletzt gebaute Schreibmaschine der LW-Reihe, die Brother LW-840ic, war einem Computer nur in wenigen Dingen unterlegen: sie war gewissermaßen ein Laptop-Computer mit integriertem Tintenstrahldrucker.
Wegen der Verbreitung des Personal Computers (inkl. Drucker) besteht kaum noch Nachfrage nach neuen Schreibmaschinen. Olympia meldete für das Jahr 2013 nur noch den Verkauf von 8000 elektrischen Schreibmaschinen in Deutschland.
2015 war die Shanghai Weilv Mechanism Co. der weltweit vorerst letzte Hersteller mechanischer Schreibmaschinen, bis die Royal Consumer Information Products, Inc. aus Hartford in Connecticut im gleichen Jahr neue Modelle einführte. Royal verkauft bis heute die 2015 und 2019 neu eingeführten mechanischen Schreibmaschinen Epoch und Classic. Die Firma wurde 1904 für die Herstellung von Schreibmaschinen gegründet und stellt heute im Hauptgeschäft Büromaschinen und -anlagen wie Kassensysteme und Papierzerkleinerer her.
Einige Autoren in Hollywood und Schriftsteller in aller Welt schreiben bis heute, oder wieder, ihre Werke bevorzugt auf einer mechanischen Schreibmaschine statt am Computer. Durch prominente Sammler wie Tom Hanks, der seine Kurzgeschichtensammlung Uncommon Type auf einer Schreibmaschine schrieb, erhielten mechanische Schreibmaschinen als Alternative zum digitalisierten und vernetzten Schreiben wieder mehr Aufmerksamkeit.

## Liste von Schreibmaschinenherstellern
- Adler
- AEG (später fusioniert mit Olympia zu AEG-Olympia)
- Archo
- Bing
- Brother
- Canon
- Continental (s. Wanderer)
- Corona
- FACIT AB (Schweden)
- Frister u. Rossmann (Senta)
- Furtwängler Söhne (Cardinal) in Furtwangen
- Grandian
- GROMA (Maschinenfabrik G.F. Grosser, Markersdorf, später VEB GROMA-Büromaschinen Markersdorf, DDR, auch: Gromina, Kolibri)
- Gundka-Werk GmbH, Brandenburg
- Hermes, Markenname der Paillard SA
- IBM
- Ideal
- Imperial Typewriter Company
- Imperial (war ein Markenname der Triumph-Adler AG)
- Maschinenfabrik Kappel
- Keller und Knappich GmbH, Augsburg (heute KUKA AG)
- Mercedes (Elektra) in Zella-Mehlis
- Clemens Müller (Perkeo, Urania) in Dresden
- Olivetti
- Olympia
- Optima
- Panasonic
- Remington
- Robotron
- Rheinmetall / Borsig
- Royal (1969 eine Marke der Triumph-Adler AG, 1986 bis 2004 Olivetti, seitdem wieder eigenständig)
- Seidel & Naumann (Ideal, Erika) in Dresden (Erika wurde in der DDR weiterproduziert)
- Samsung
- Sharp
- Siemag
- SilverReed
- Smith Premier
- Stoewer (Modell 1–5, Stoewer Record, Stoewer Elite) in Stettin
- Swissa
- Torpedo
- Triumph (später fusioniert mit Adler zu Triumph-Adler)
- Triumph-Adler
- Underwood
- Urania
- UTAX
- Vasanta
- Voss
- Walther (jetzt Silver Büromaschinen)
- Wanderer (Continental) in Chemnitz

Die Reihenfolge der Auflistung ist alphabetisch und gibt nicht die Bedeutung des Herstellers wieder. Die Bezeichnungen in Klammern sind einzelne Namen von Schreibmaschinen bzw. Modellreihen. Ein großer Teil der deutschen Marken wurde nur bis Ende des Zweiten Weltkriegs oder kurz danach produziert.

## Verschiedene Konstruktionen
Die folgende, nicht vollständige Darstellung ist so weit wie möglich chronologisch geordnet.

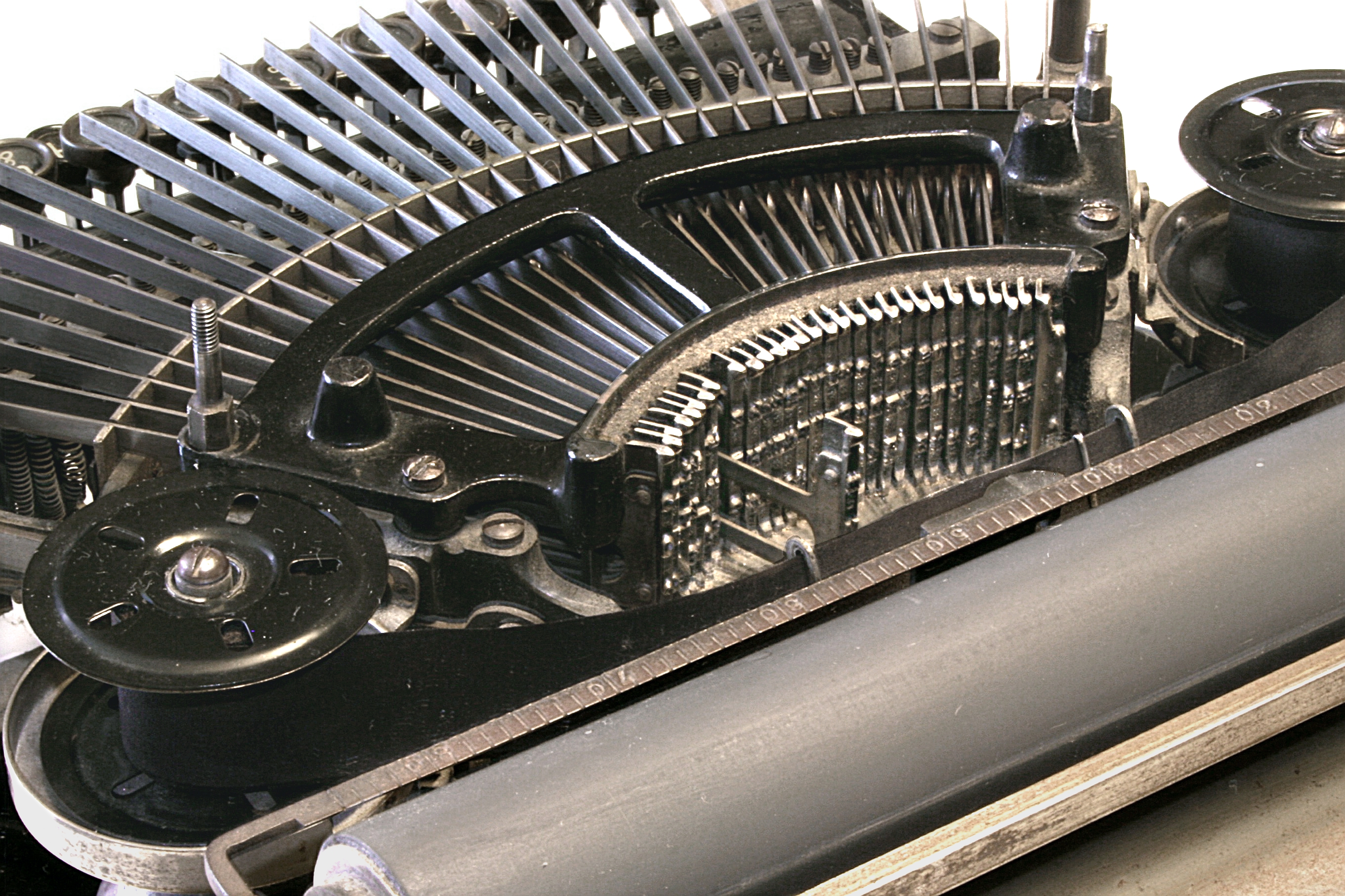
Stoßstangenschreibmaschine Adler Nr. 7 Stoßstange kurz vor dem Aufschlag
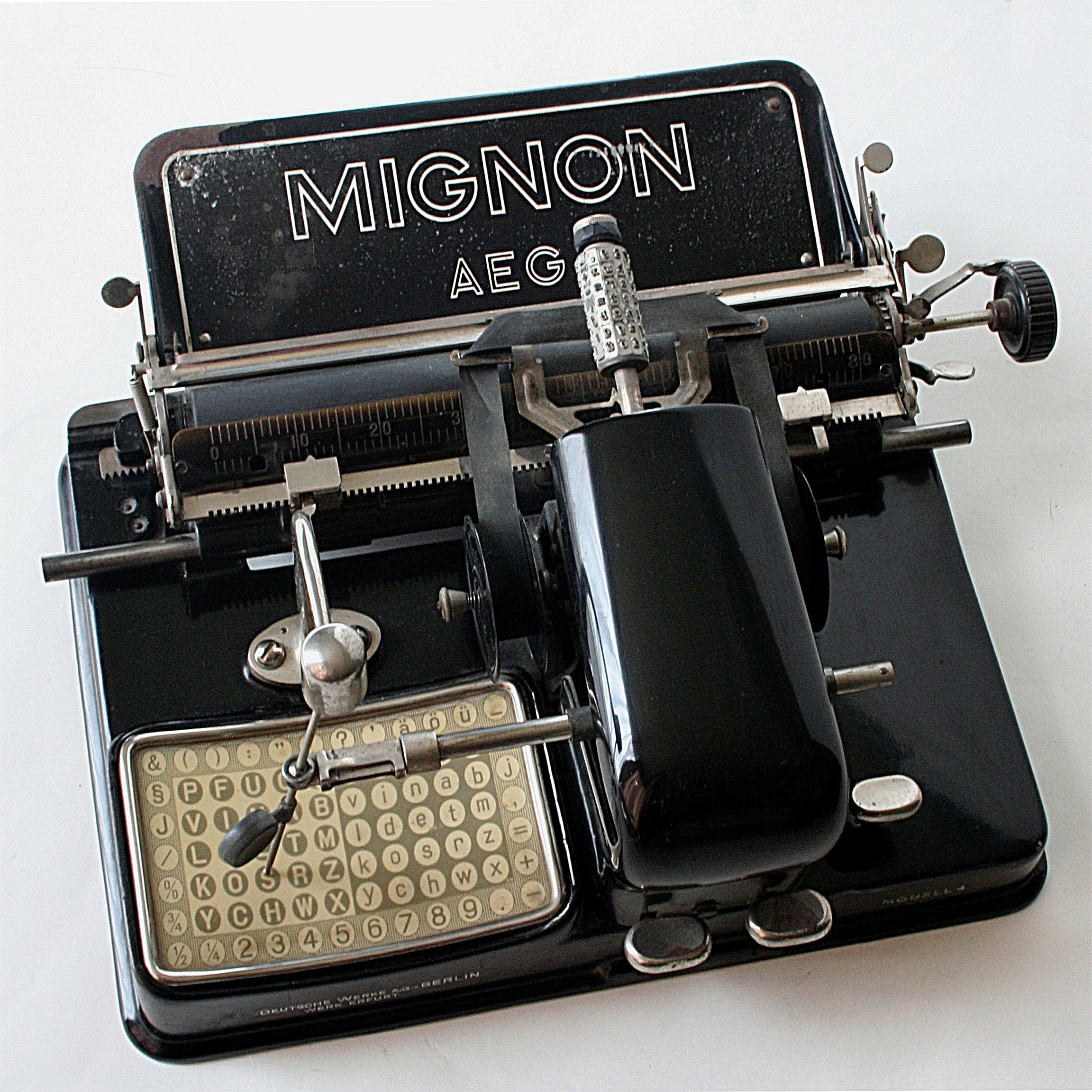
Zeigerschreibmaschine AEG Mignon, Modell 4 (1924)

### Stoßstangenschreibmaschine
Die ersten Schreibmaschinen waren vermutlich Stoßstangenschreibmaschinen (z. B. das Schreibclavier von Drais, 1821). Die Verwendung von Typenhebeln begann erst später (Xavier Progin, 1832). Die Typen sind an der Spitze einer Stange angebracht, die gegen das Papier gestoßen wird. Beim Schreibclavier wurden sie nach oben, bei späteren parallel zu Typenhebelmaschinen gebauten Stoßstangenschreibmaschinen horizontal bewegt.
Nachteil ist das „verschiebende“ Aufschlagen der Typen, die am linken und am rechten Rand liegen. Je weiter die entsprechende Typenstange von der Mitte entfernt ist, umso unsauberer ist der Abdruck. Bei dieser Technik schlagen nur die Typen in der Mitte senkrecht auf die Schreibwalze auf.
Mehrere nach diesem Prinzip gebaute Schreibmaschinen stammen von den Adlerwerken (vorm. Heinrich Kleyer AG). Sie hatten die kanadischen „Empire“ von Wellington Parker Kidder als Vorbild und konnten wegen ihrer prinzipbedingten geringen Bauhöhe auch als Reiseschreibmaschinen („Klein-Adler 2“) benutzt werden.

### Zeigerschreibmaschine
Diese Bauart von Schreibmaschinen wurde als preisgünstige Variante parallel zu den Typenhebelmaschinen gebaut und verkauft. Anstatt vieler Typenhebelmechanismen wurde nur ein einziger kompakter Typentrager benutzt: ein Typenzylinder (Mignon) oder ein Typenrad.
Mit einem Zeiger wird auf einem Feld das Zeichen ausgewählt und anschließend mit einer einzigen Taste oder einem Hebel angeschlagen.
Ein Spezialfall ist die Schweizer Maschine Saturn, die nach dem Velograph 1897 auf den Markt kam. Diese Maschine ist mit Typenhebeln ausgestattet (Unteraufschlag), die Buchstaben werden über einen Index ausgewählt.
Vorbild für den kompakten Typenträger war die Typenwalze in der Blickensderfer Electric von 1903. Der Hersteller bezeichnete die Walze als Typenrad.

### Typenhebelschreibmaschine

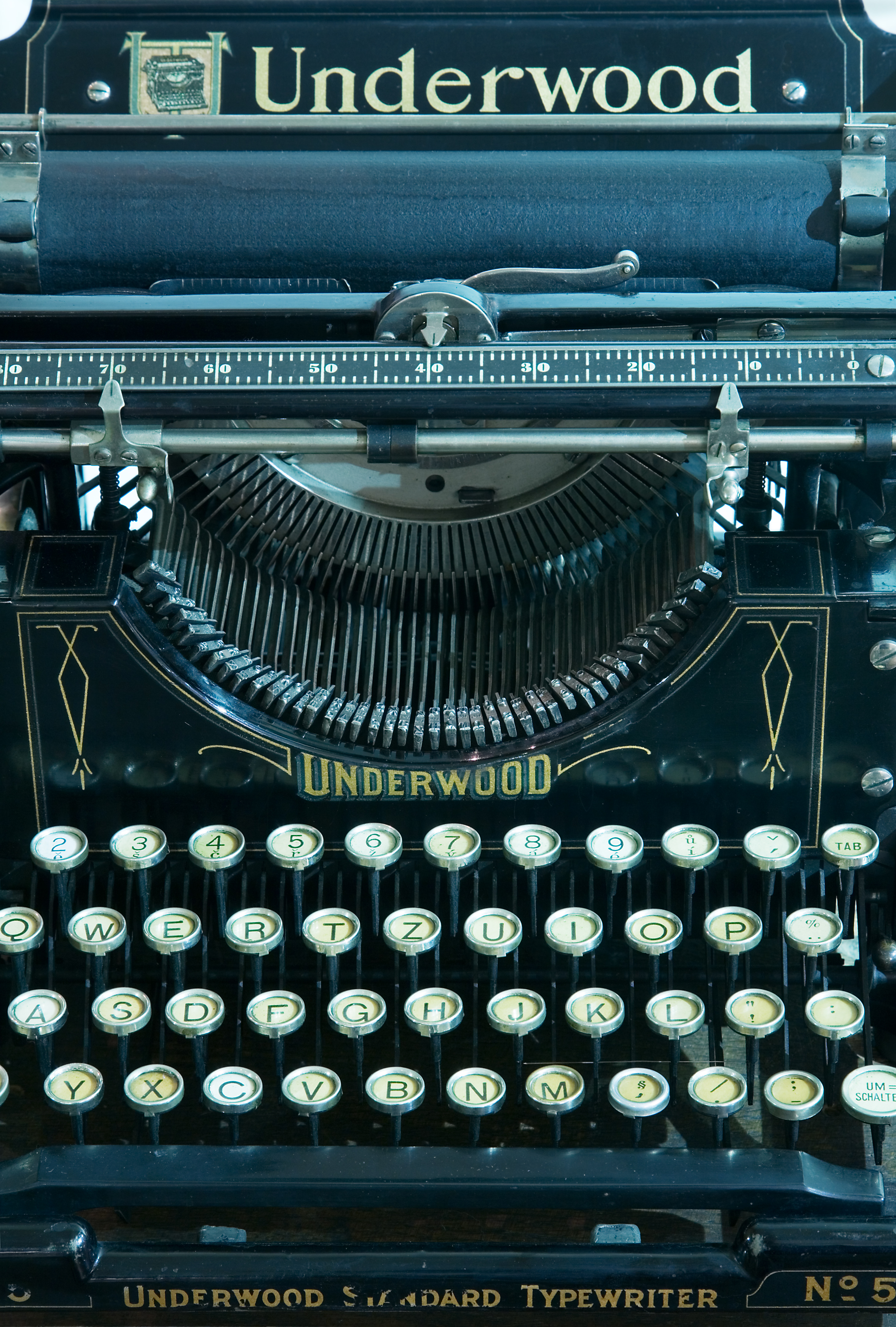
Schreibmaschine Underwood Nr. 5, 1900, gut sichtbar: „Segment“ mit den Typenhebeln

Die Bauart Typenhebelschreibmaschine wurde im Wesentlichen durch die Erfindung des Wagnergetriebes (Patent von 1893 für Franz Xaver Wagner) als Typenhebel-Mechanismus und seine erstmalige Anwendung in einer Schreibmaschine des Herstellers John T. Underwood geprägt. Dadurch war die Schrift jetzt während des Schreibens zu sehen. In der Schreibmaschine von Underwood befand sich auch erstmals das später in den Typenhebelschreibmaschinen aller Hersteller standardmäßige kreisabschnittförmige Bauteil zur Aufhängung der Typenhebel, das sogenannte „Segment“.

### Typenhebelschreibmaschine mit Elektroantrieb
Bei der elektrisch angetriebenen Schreibmaschine wird der Tastenanschlag von einem Motor unterstützt. Dadurch wird der Kraftaufwand beim Schreiben verringert, und die Typen schlagen mit vorgegebener gleichmäßiger Kraft auf, was zu einem nahezu gleichmäßigen Schriftbild führt.
Ein wesentlicher Vorteil ist auch der geringere Tastentiefgang.  Von der rein handbetriebenen Typenhebelschreibmaschine unterscheidet sich die elektrisch angetriebene lediglich durch folgende drei Merkmale:

#### Antrieb
Ein Elektromotor treibt eine quer in der Maschine liegende Welle an. Die Betätigung einer Schreibtaste wirkt nicht mehr direkt auf den Zwischenhebel des Wagnergetriebes, sondern führt ihn an die Welle heran, dass er von ihr mitgenommen wird. Der Zwischenhebel bewegt über einen Zugdraht den Typenhebel zum Abschlag. Unmittelbar danach kuppelt der Zwischenhebel aus und fällt in seine Ausgangsposition zurück.
Ursprünglich wurde eine Zahnwelle (ein sehr breites Stirnzahnrad) verwendet, die mit dem Zwischenhebel einen Formschluss bildete. Später wechselte man zu einer glatten Gummiwalze, welche mit dem Zwischenhebel einen Reibschluss bildet. Diese Bauart ist zwar verschleiß- und wartungsanfälliger, ermöglicht jedoch für jeden einzelnen Typenhebel die passende Anschlagskraft separat einzustellen. Das Satzzeichen „Punkt“ zum Beispiel muss nicht mit derselben Kraft angeschlagen werden wie der Buchstabe „W“, um einen Abdruck mit gleich dichtem Farbauftrag auf dem Papier herzustellen.

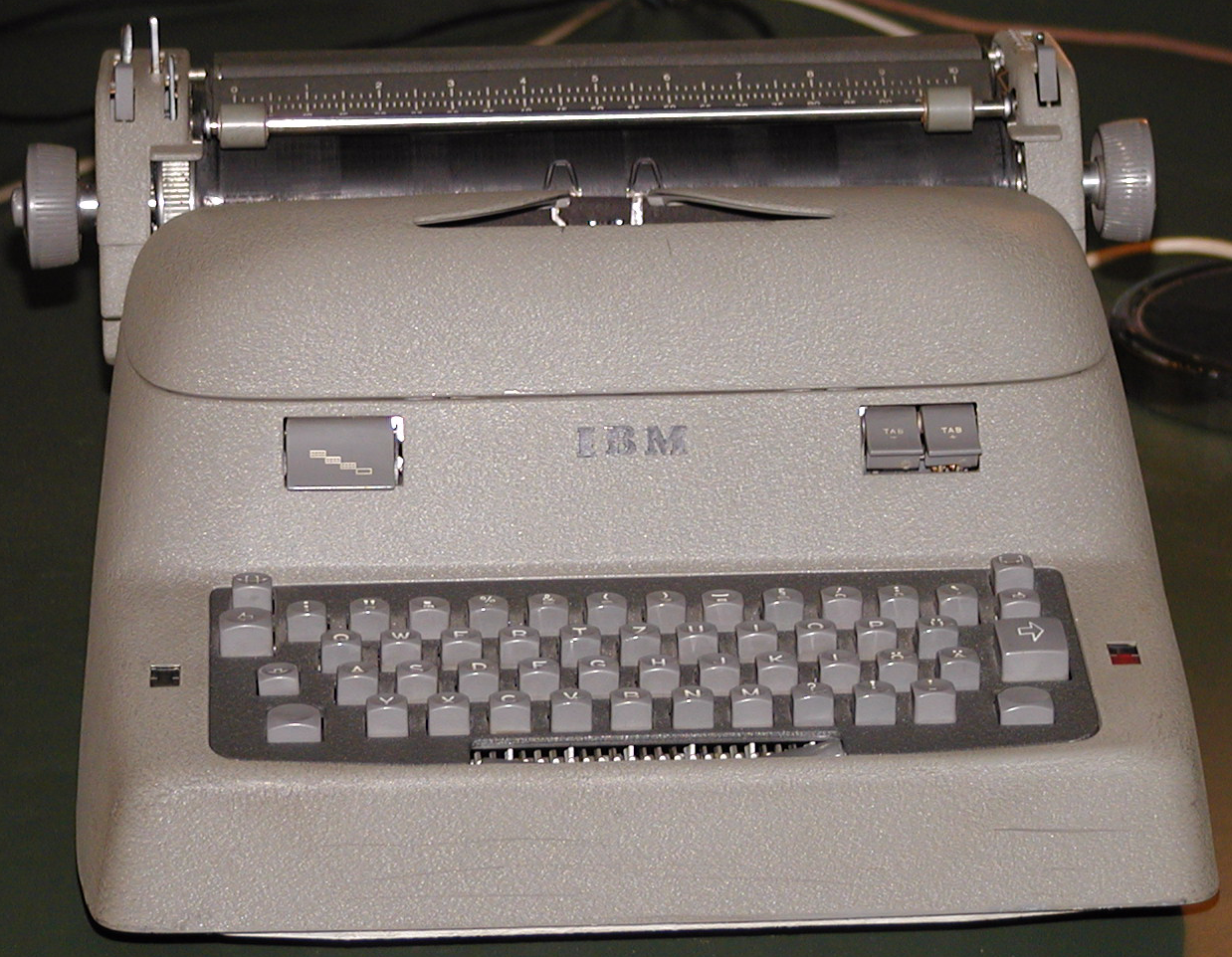
Elektrische IBM-Schreibmaschine aus den 1950er Jahren.
Der elektrische Antrieb ist äußerlich nur an der Wagenrücklauftaste (rechts mit großem Pfeil nach rechts) erkennbar.

Manche Tasten wie zum Beispiel der Bindestrich und als umgeschaltetes Zeichen der Unterstreichungsstrich, aber auch „Doppelstrich“, „Punkt“ und „X“ können gegen einen leichten Widerstand hinter dem normalerweise definierten Druckpunkt der Taste etwas tiefer eingedrückt werden und lösen so eine automatische Anschlagwiederholung (Dauerfunktion) aus.
Teurere Modelle verfügen zudem über eine Tastensperre, welche den gleichzeitigen Anschlag zweier Typenhebel und somit das Verklemmen beider verhindert. Wird eine Taste betätigt, wird die gesamte restliche Tastatur für die Zeit einer Umdrehung der Antriebswalze blockiert.

#### Wagenrücklauf
Der Wagenrücklauf wird ebenfalls motorisch angetrieben. Hierzu wird bei Betätigung der bei diesem Maschinentyp erstmals vorhandenen Wagenrücklauftaste anstatt des mit der Hand bewegten Zeilenschalthebels eine Kupplung ausgelöst, die den Wagen mit Motorkraft zurückzieht und einen Zeilenvorschub bewirkt. Diese Taste entspricht in ihrer Funktion der bei heute gebräuchlichen Computertastaturen vorhandenen Return- oder Enter-Taste.

#### Umschaltung
Auch die Umschaltung zwischen Groß- und Kleinbuchstaben wird bei den elektrischen Modellen motorisch unterstützt.

### Kugelkopfschreibmaschine
Die Weiterentwicklung der elektrisch angetriebenen Typenhebelschreibmaschine führte zur elektrisch angetriebenen Schreibmaschine mit Kugelkopf als kompakten Typenträger. Die zu schreibenden Zeichen sind in mehreren übereinanderliegenden Kreisen auf dem Umfang eines Kugelrings angeordnet. Zur Auswahl eines Zeichens wird der Kopf um die Ringachse gedreht und zwischen den Typenkreisen gekippt. Jede Taste löst die Auswahlbewegungen für die ihr entsprechende Type aus. Zum Drucken wird der sehr leichte Kugelkopf gegen die Schreibwalze mit dem aufgespannten Papier und dem darüber liegenden Farbband geschlagen.
Der Kugelkopf wurde aus dem erstmals 1893 von Blickensderfer verwendeten kurzen Typenzylinder (damals Typenrad genannt) für eine 1961 vorgestellte Schreibmaschine von IBM (Selectric typewriter) entwickelt. Wegen der relativen kleinen Masse des Kugelkopfes konnten in dieser Schreibmaschine auch erstmals die Typen anstatt der Schreibwalze in Zeilenrichtung bewegt werden.

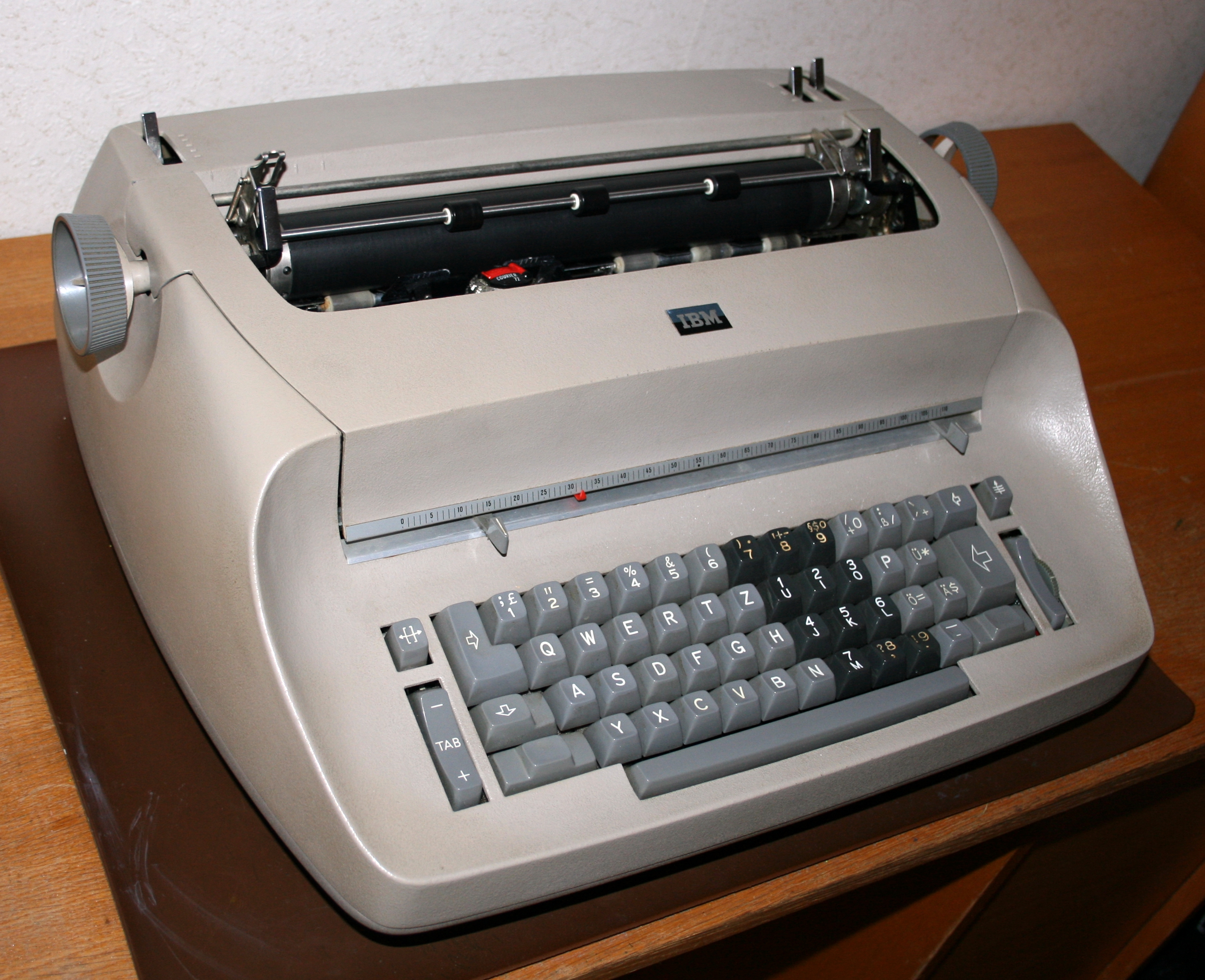
IBM-Kugelkopfschreibmaschine: Vom Kugelkopf ist die Kappe mit rotem Verschlusshebel zu sehen.

Ein technischer Vorteil gegenüber der Typenhebelschreibmaschine war der Schreibkomfort. Da es keine Typenhebel mehr gab, konnten sich solche nicht ineinander verhaken, wenn man zu hastig schrieb. Buchstaben, die das Schreibwerk nicht unmittelbar abdruckte, wurden mechanisch gespeichert, sodass auch während des Schreibwerkrücklaufs weitergeschrieben werden konnte. Die kompakte Bauweise mit beweglichem Schreibwerk statt Papierträgerwagen ermöglichte den Einsatz von Farbbandkassetten, die sehr einfach einzulegen waren. Außer Gewebefarbbändern konnten Carbonbänder benutzt werden, die ein gleichmäßig tiefschwarzes Schriftbild ermöglichten. Durch den feststehenden Papierträger (Schreibwalze) statt des sogenannten Wagens war der Platzbedarf geringer als bei herkömmlichen Schreibmaschinen.
Ein anderer Vorteil war der sehr leicht auswechselbare Kugelkopf. Es war erstmals möglich, ganz schnell und verhältnismäßig preiswert die Schriftart einer Schreibmaschine zu ändern. Auch Fettschrift war bei einigen Modellen möglich, wobei die angeschlagene Type, mechanisch gesteuert, etwas versetzt zweimal auf das Papier schlug.
Kugelkopfschreibmaschinen waren allerdings nicht schneller als Typenhebelschreibmaschinen. Als Ausgabeeinheiten von Schreibautomaten (Kugelkopfdrucker) erreichten sie eine Geschwindigkeit von ca. 900 Anschlägen pro Minute im Gegensatz zu 1200 Anschlägen pro Minute mit Typenhebeln.
Der größte Nachteil des Systems waren die aufwendigen Mechanismen für die mehrdimensionale Bewegung des Kopfes. Die Konsequenz waren ein hoher Gerätepreis und hohe Wartungskosten.
Den Markt teilten sich im Wesentlichen IBM und nach dem Auslauf deren Patente Olivetti und Triumph-Adler. Olivetti konstruierte wie bei herkömmlichen Schreibmaschinen bewegliche Papiertransportwagen bei stationärer Kopfposition. Dadurch konnte die Kugelkopfmechanik stabiler, weil schwerer und weniger wartungsintensiv werden.
Die elektronisch gesteuerte Kugelkopfschreibmaschine verfügte im Wesentlichen über die gleiche Mechanik wie die lediglich elektrisch angetriebene Maschine. Der Unterschied bestand nur im elektronisch gesteuerten Zugriff auf die einzelnen Typen und eine Möglichkeit, den erfassten Text zu speichern und später auszudrucken. Im Laufe der Zeit wurde die Mechanik immer weiter verbessert: der Zentralantrieb wich einzelnen Schrittmotoren für Wagenlauf und Kopfdrehung und Elektromagneten für die Kopfneigung und den Aufschlag. Die Kugelkopfschreibmaschine wurde somit schneller und geringfügig weniger störanfällig. Gleichzeitig wurden automatische Korrekturen (über eine Löschtaste), Mehrfachdruck eines Dokuments und Textspeicherung auf Disketten angeboten. Bei den letzten Modellen kam eine Anzeige hinzu, in der man eine Textzeile zunächst schreiben und auch korrigieren konnte, bevor die Maschine diese Zeile auf das Papier brachte. Es gab auch Kugelkopfdrucker: Kugelkopfschreibmaschinen ohne Tastatur.

### Typenradschreibmaschine

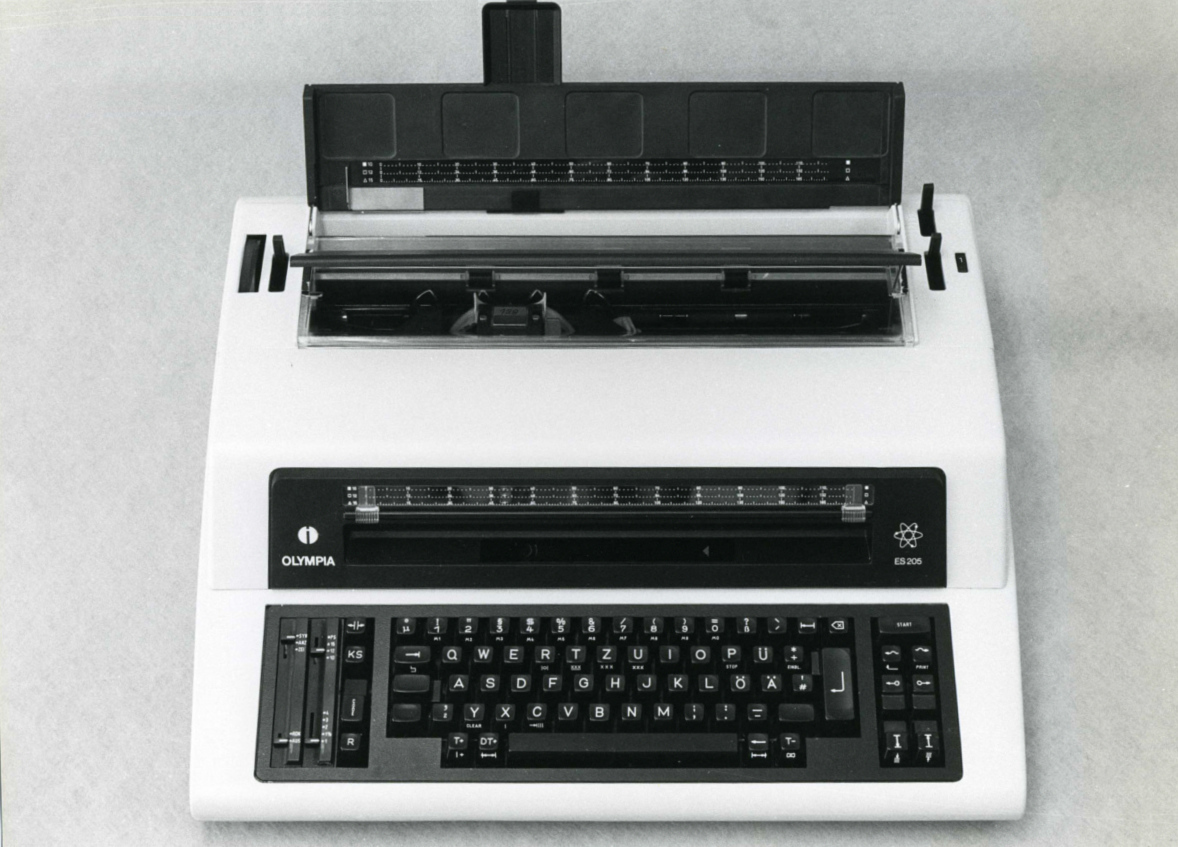
Typenradschreibmaschine
Olympia ES 205 (Typenrad vor der Schreibwalze links)

Beim namengebenden Typenrad einer Typenradschreibmaschine sind die einzelnen Typen sternförmig (radial) am Ende einer Speiche angeordnet. Beim Tastenanschlag wird zunächst das Typenrad über einen eigenen Schrittmotor in die erforderliche Position für das zu druckende Zeichen gedreht und die Type mit einem Abschlaghammer über einen elektrischen Hubmagneten angeschlagen.
Im Gegensatz zur Kugelkopfschreibmaschine sind der mechanische Aufwand und die damit verbundenen zu bewegenden Massen bei Typenradschreibmaschinen sehr viel geringer. Daher fallen auch die Kosten für Produktion und Wartung geringer aus und mit ihr kann tendenziell sogar schneller geschrieben werden als mit einer Kugelkopfschreibmaschine.
Typenradschreibmaschinen erfordern stets eine elektronische Ansteuerung. Rein mechanisch betriebene Typenradschreibmaschinen haben es nie bis zur Serienreife geschafft; sie wurden aufgrund der erforderlichen mechanischen Komplexität zugunsten der kostengünstiger werdenden Digitaltechnik verworfen.
Typenradschreibmaschinen wurden in allen Klassen gebaut, von der großen Büromaschine bis zur kleinen Reiseschreibmaschine.
Bei einer sehr frühen Technik dreht sich das Typenrad permanent mit konstanter Drehzahl. Der aktuelle Drehwinkel des Typenrades wird über die Zeit, die das Typenrad für eine vollständige Umdrehung benötigt, ermittelt und der Moment abgepasst, an dem die abzuschlagende Type sich an der Abschlagsposition befindet, um sie über einen Hubmagneten abzuschlagen. Ein wesentlicher Nachteil ist hierbei die ungenaue Positionierung des Typenrades und damit verbundene Fehleranfälligkeit. Die Ermittlung der Zeitschlitze erfolgte oft noch durch analoge Schaltungen und war daher aufgrund von Varianzen durch alternde elektronische Komponenten wartungsanfällig.
Die Verwendung eines Schrittmotors mit eben so vielen Schrittpositionen wie Typen auf dem Typenrad ermöglicht die präzise Auswahl der abzuschlagenden Type durch eine volldigitale Ansteuerung, wobei die Elektronik zudem entscheidet, über welche Drehrichtung die nächste abzuschlagende Type auf dem kürzesten Weg zu erreichen ist. Im Ruhezustand wird stets eine Grundposition eingenommen. Bei Triumph-Adler ist dies zum Beispiel das Satzzeichen „Punkt“: alle Typen des Typenrades verteilen sich von hier aus der Reihe nach links und rechts entsprechend der Häufigkeit ihres Vorkommens in der zu schreibenden Sprache. Da Schrittmotoren in der Regel sehr lange zuverlässig und präzise funktionieren, muss beim Einschalten der Maschine nur diese Grundposition ermittelt werden, was über ein Fähnchen in einer Gabellichtschranke der Elektronik signalisiert wird. Von dieser Position aus müssen lediglich die nötigen Schritte gezählt und ausgeführt werden.
Im Sommer 1978 brachte Olivetti mit der Speicherschreibmaschine TES 401 und der ET 101 (Basismodell ohne Speicherfunktion) weltweit die ersten Typenradschreibmaschinen auf den Markt. Andere Hersteller folgten erst 1980, IBM hielt noch bis 1994 an der Kugelkopftechnik fest.

### Thermoschreibmaschine
1984 stellte IBM die Thermotransferschreibmaschine IBM 6750 „Thermotronic“ vor. Sie schmolz die Schriftzeichen aus einem Farbband heraus und konnte sie zur Korrektur durch Wärmeeinwirkung auch wieder unsichtbar machen. Für den Fall, dass Letzteres unerwünscht war, gab es dokumentenechte Farbbänder ohne Korrekturmöglichkeit. Typisch war das sehr leise, leicht schleifende Schreibgeräusch sowie die enorme Geschwindigkeit des Ausdrucks. Die mehrmalige Weltmeisterin im Maschinenschreiben, Nicole Buschina aus Rodalben, erreichte auf einer dieser Thermotransfer-Schreibmaschinen Leistungen von über 900 Anschlägen pro Minute in Volltext.
Über ein Interface konnte die Schreibmaschine auch als PC-Drucker genutzt werden (was ebenso mit den meisten Typenradschreibmaschinen auf dem Markt möglich war). Nachteile waren die hohen Kosten für das Verbrauchsmaterial und die Unmöglichkeit von Durchschlägen. Die Maschinen setzten sich auch deswegen nicht durch. Das galt ebenso für die von dem japanischen Hersteller Brother entwickelte EP-20 für den privaten Gebrauch.

### Tintenstrahldruck und chinesische Schriftzeichen
Zu Beginn der 1980er-Jahre entwickelte Olympia International das Modell 1011, eine elektronisch gesteuerte Speicherschreibmaschine mit Tintenstrahlschreibwerk. Statt des Typendrucks wurden aus zwölf übereinander angeordneten Düsen winzige Tinten- bzw. Farbtröpfchen auf das Papier gespritzt. Um die bestmögliche Darstellung von 24 × 24 Punkten für ein Zeichen zu erreichen bzw. um Lücken aus dem ersten Lauf zu schließen, bewegte sich der Schreibkopf pro Zeile zweimal über das Papier. Für einen Konzeptausdruck konnte ein Zwölferraster gewählt werden, der nur einen Durchlauf pro Zeile erforderte.
Das Besondere der Olympia 1011 war die Möglichkeit, fast jede beliebige Zahl chinesischer Schriftzeichen über eine Schreibmaschinentastatur darzustellen. Die klassische chinesische Schreibmaschine hatte anstelle der für lateinische Schriften üblichen Tasten eine Art Setzkasten mit ca. 2500 Typen, aus dem die Zeichen aufgegriffen und mit einem Hebel zum Abdruck auf dem Papier gebracht wurden. Bei der 1011 waren vier Buchstabentasten der normalen Schreibmaschinentastatur anzuschlagen, um ein chinesisches Zeichen darzustellen und gegebenenfalls vor dem Ausdruck zu speichern. Die Richtigkeit der Darstellung konnte in einem kleinen Display links über der Tastatur kontrolliert werden.
Die Maschine arbeitete fast geräuschlos und druckte aus dem Speicher mit einer Geschwindigkeit von bis zu 18 chinesischen Zeichen pro Sekunde. Lateinische Schrift wurde bei Konzeptdruck mit bis zu 100 Buchstaben pro Sekunde dargestellt.
In den späten 1990er-Jahren bot auch Brother in der LW-Reihe Modelle mit Tintenstrahl- anstelle des Typenraddruckwerks an, zuerst nur mit schwarzer Tinte, später auch mit Farbtinte. Die Modelle kamen zu spät auf den Markt, um sich noch gegen den Siegeszug der PCs durchzusetzen. Die Innovation der mit Computerdruckern vergleichbaren Schreibmaschinen mit Tintenstrahldruck blieb eine kurze Episode in der Geschichte der Schreibmaschine. Nur die einfacheren klassischen Schreibmaschinen mit Typenraddruckwerk sind als Nischenprodukt weiter am Markt vertreten.

### Elektronische Schreibmaschine (allgemein)
Bei elektronisch gesteuerten Schreibmaschinen werden Tasteneingaben elektronisch in einen Speicher eingegeben und sofort als Aktion über das jeweilige Druckwerk auf Papier ausgegeben. In der Regel werden hierzu Mikroprozessoren verwendet, welche über ein Programm (Firmware) gesteuert werden, es handelt sich also um ein eingebettetes System. Das Programm ermöglicht eine Vorverarbeitung der eingegebenen Zeichen sowie deren Speicherung z. B. in einen Zeilenspeicher. Letzterer wiederum ermöglicht Funktionen, die erst mit einer elektronischen Speicherschreibmaschine überhaupt möglich sind, wie zum Beispiel wahlweise links- oder rechtsbündigen Flattersatz, Zentrierung oder gar Blocksatz. Eine elektronische Schreibmaschine kann daher als ein spezielles Computersystem betrachtet werden. Peripheriegeräte wie Diskettenlaufwerk, Modem oder Zusatzanzeigen ermöglichten den Ausbau einer Schreibmaschine zu Fernschreibern, Druckern oder elektronischen Schreibautomaten und Textverarbeitungssystemen.
Prinzipiell kann eine elektronische Schreibmaschine mit jeder Art Druckwerk ausgestattet sein. Am gebräuchlichsten waren jedoch Typenrad- und Kugelkopfsysteme, obwohl einige Hersteller zuletzt auf Tintenstrahldrucker oder thermische Druckverfahren setzten. Das Druckwerk muss lediglich in der Lage sein, den Druckkopf beliebig an die aktuelle Schreibposition zu fahren, um dort ein beliebiges Zeichen abzudrucken. Dies wird in der Regel durch Schrittmotoren bewerkstelligt, die sich sehr genau positionieren lassen. Die Motoren werden von einer eigenständigen Elektronik, dem Motorencontroller, angesteuert, welche über einen fest vorgegebenen Satz gespeicherter Aktionen verfügt. Diese Aktionen wiederum werden gezielt vom eigentlichen Schreibmaschinenprogramm direkt aufgerufen. Diese Konstruktion ermöglicht es der Maschine, verschiedene Aktionen parallel auszuführen.
Die Tastenanschläge werden in einem Eingabepuffer zwischengespeichert, bis sie vom Prozessor verarbeitet werden. In den Anfangsjahren der elektronischen Schreibmaschinen war elektronischer Speicher noch eine äußerst teure Angelegenheit und daher nur knapp bemessen. Da die Mechanik der Maschinen auf eine bestimmte Druckgeschwindigkeit bauartbedingt festgelegt ist, konnte es so einer erfahrenen Schreibkraft schnell passieren, dass sie den Puffer vollschrieb, wenn sie Tasten schneller anschlug, als die Maschine sie drucken konnte.
Neben den an anderer Stelle beschriebenen Horizontaltabulatoren gibt es bei solchen Geräten auch vertikale Tabulatoren, vor allem bei reinen Computerdruckern wie beispielsweise dem Epson FX-80. Sie unterstützen das Ausfüllen von Formularen, indem frei definierbare Zeilennummern direkt angesprungen werden können. Entsprechend gibt es für diese Vertikaltabulatoren eigene Befehlscodes in Form einer Escape-Sequenz, im ASCII-Code sowie im Unicode-Block Symbole für Steuerzeichen.

## Erweiterte elektronische Funktionen und integrierte Textsysteme
Vor der Verdrängung der Schreibmaschine durch den Computer waren zahlreiche Schreibmaschinen mit erweiterten Korrektur- und Speichermöglichkeiten im Einsatz. Ein Speicherpuffer ermöglichte eine schnellere Texteingabe, als die Maschine bei hastigem Tastenanschlag drucken konnte, oder ein Weiterschreiben während der Zeilenschaltung. Fehler ließen sich mit einer Löschtaste entfernen, ohne die falschen Zeichen noch einmal einzugeben. Bei Modellen mit einer Anzeige (Display) war es möglich, eine ganze Textzeile zu schreiben und gegebenenfalls zu korrigieren, bevor sie nach Betätigung der Zeilenschaltung gedruckt wurde. Dadurch waren Korrekturbänder fast entbehrlich. Erweiterte Formatierungen wie z. B. rechtsbündiges oder zentriertes Schreiben, durch größere Speicher die Verwendung von Textbausteinen oder der Mehrfachdruck eines Dokuments an unterschiedliche Adressaten war möglich. Verschiedene Modelle ließen es zu, Texte auf Standard-Disketten zu speichern. Diese Konzepte wurden erstmals in Verbindung mit Kugelkopfschreibmaschinen eingesetzt und später auf Typenradmodelle übertragen.
Später gab es Typenradschreibmaschinen mit mehrzeiligen Anzeigen. Diese wurden als integrierte oder mobile Textsysteme vermarktet und konnten sich bis zur Verwendung grafischer Oberflächen gut gegen die konfigurationsaufwendigen DOS-basierenden Computer behaupten. Sie bildeten in der Anfangszeit des PCs eine preiswerte Alternative zu Officeprogrammen, da sie in der Regel auch die Erstellung von Serienbriefen, Tabellen und bei einigen wenigen Modellen auch einfache Tabellenkalkulation unterstützen. Einige Modelle (z. B. Samsung) unterstützen Drucken im Hintergrund (Drucken eines vorbereiteten Dokuments, während der Benutzer bereits das nächste Dokument erstellt). Die Dateiformate sind allerdings proprietär, und die Kompatibilität zu heutigen Officeprogrammen ist entweder über unformatierte Textdateien (z. B. Brother) oder über aufwendig programmierte Konvertierungsprogramme möglich. Die letzten Modelle von Brother haben ein Tintenstrahl-Druckwerk.
Viele der großen Büroschreibmaschinen verfügten über eine meist proprietäre Schnittstelle zum Ausbau zu integrierten Textverarbeitungssystemen. Diese bestanden aus einem speziellen Rechner mit einem Diskettenlaufwerk und einem Bildschirm. Die Schreibmaschine diente lediglich noch als Ein- und Ausgabeeinheit. Das Programm im Rechner wurde direkt aus einem ROM ausgeführt und stand ohne nennenswerte Ladezeit unmittelbar nach dem Einschalten zur Verfügung. Bei vielen Modellen (z. B. VS-Serie von Triumph Adler) war sogar die Darstellung von Proportionalschrift auf dem Bildschirm möglich, was lange ein nicht unwesentlicher Vorteil gegenüber den aufkommenden Textprogrammen für Personal Computer unter DOS war.
Während die einen Maschinen ein solches Textsystem als Möglichkeit zur Nachrüstung vorsahen, gab es auch Schreibmaschinen, welche von vornherein als integriertes „Bildschirmschreibsystem“ hergestellt wurden. Diese hatten den Rechner und das Diskettenlaufwerk bereits in der Maschine integriert, es wurde lediglich ein Bildschirm an der Schreibmaschine angeschlossen (z. B. Triumph Adler BSM-100). Die Nachfolgemodelle waren bereits integrierte Computersysteme (z. B. Triumph Adler BSM-200 und BSM-300) mit einer angeschlossenen Schreibmaschine, welche auch in der Lage waren, Programme anderer Hersteller unter DOS oder den ersten Versionen von Windows auszuführen. Auch wenn diese Entwicklung zu einer weitgehenden Kompatibilität mit PC-Systemen beim Datenaustausch führte, waren diese Maschinen außerordentlich teurer im Vergleich zu einem PC-System mit angeschlossenem Drucker.
Schließlich besteht bei einigen Schreibmaschinen (mit oder ohne Textsystem) die Möglichkeit, sie mittels einer RS232- oder Centronics-Schnittstelle an PC-Systemen als Drucker zu verwenden. Interessant war diese Möglichkeit, als für PCs Nadeldrucker üblich waren, aber für geschäftliche Korrespondenz das klare, „schöne“ Schriftbild einer Kugelkopf- oder Typenradschreibmaschine erwartet wurde. Durchsetzen konnten sich diese Schreibmaschinen allerdings nur dort, wo der Verwendungszweck den hohen Anschaffungspreis rechtfertigen konnte. Standardisierte serielle oder parallele Schnittstellen, sofern an heutigen PCs noch vorhanden, machen die Verwendung auch weiterhin möglich. Durch die inzwischen sehr hohe Verfügbarkeit an preiswerten und hochauflösenden – und vor allem vielfach schnelleren – Laserdruckern ist ein Einsatz inzwischen allerdings relativ unwirtschaftlich.

## Schreibmaschinen in Musik, Film und Kunst

### Schreibmaschinen in der Musik
- Der US-amerikanische Komponist Leroy Anderson schuf 1950 mit The Typewriter ein „Werk für Orchester und Schreibmaschine“. Das Stück ist tatsächlich für Orchester und eine Schreibmaschine arrangiert und wurde erstmals 1963 durch den Film Der Ladenhüter mit Jerry Lewis einem größeren Publikum bekannt. Deutschen Fernsehzuschauern ist The Typewriter als Titelmusik zur Fernsehserie Büro, Büro von 1983 ein Begriff.
- Rolf Liebermann komponierte 1964 für den Wirtschaftspavillon der Schweizerischen Landesausstellung in Lausanne die „Symphonie Les Echange“, ein Werk für 156 lochkartengesteuerte Büromaschinen, darunter 16 Schreibmaschinen.
- Der Schweizer Bo Katzman veröffentlichte 1983 seinen Song I'm In Love With My Typewriter.[26]
- Der Berliner Rapper Prinz Pi veröffentlichte 2006 auf seinem Album Donnerwetter den Song Schreibmaschine, der mit maschinellen Tippgeräuschen unterlegt ist.
- Auf den Donaueschinger Musiktagen im Oktober 2018 führte die schwedische Komponistin Malin Bång ein Orchesterkonzert verbunden mit dem Klappern einer Schreibmaschine auf, dieses eigens für das Eröffnungskonzert mit dem SWR Symphonieorchester geschriebene Stück trägt den Namen „splinters of ebullient rebellion“.[27]

### Schreibmaschinen im Film
- David Cronenberg schuf für seinen surrealen Film Naked Lunch (1991) lebende, sprechende Schreibmaschinen, deren Aussehen an Insekten erinnert.
- California Typewriter, US-amerikanischer Dokumentarfilm mit Tom Hanks (2016)

### Schreibmaschinen in der Kunst

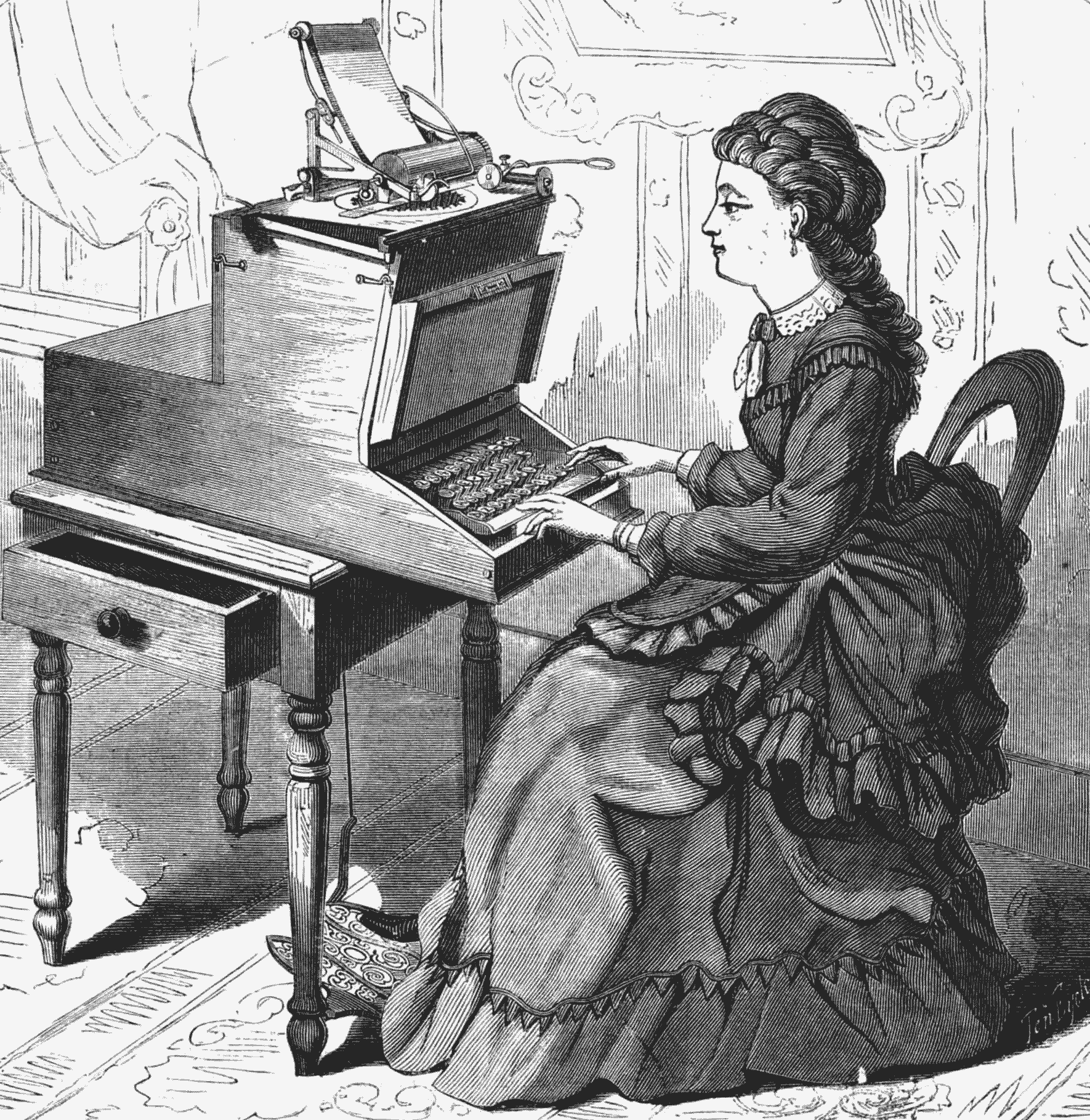
Frau mit einer Schreibmaschine von Sholes and Glidden, 1872
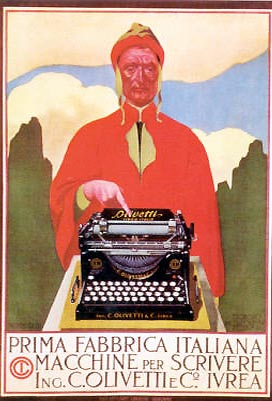
Werbeplakat des italienischen Herstellers Olivetti (ca. 1911)
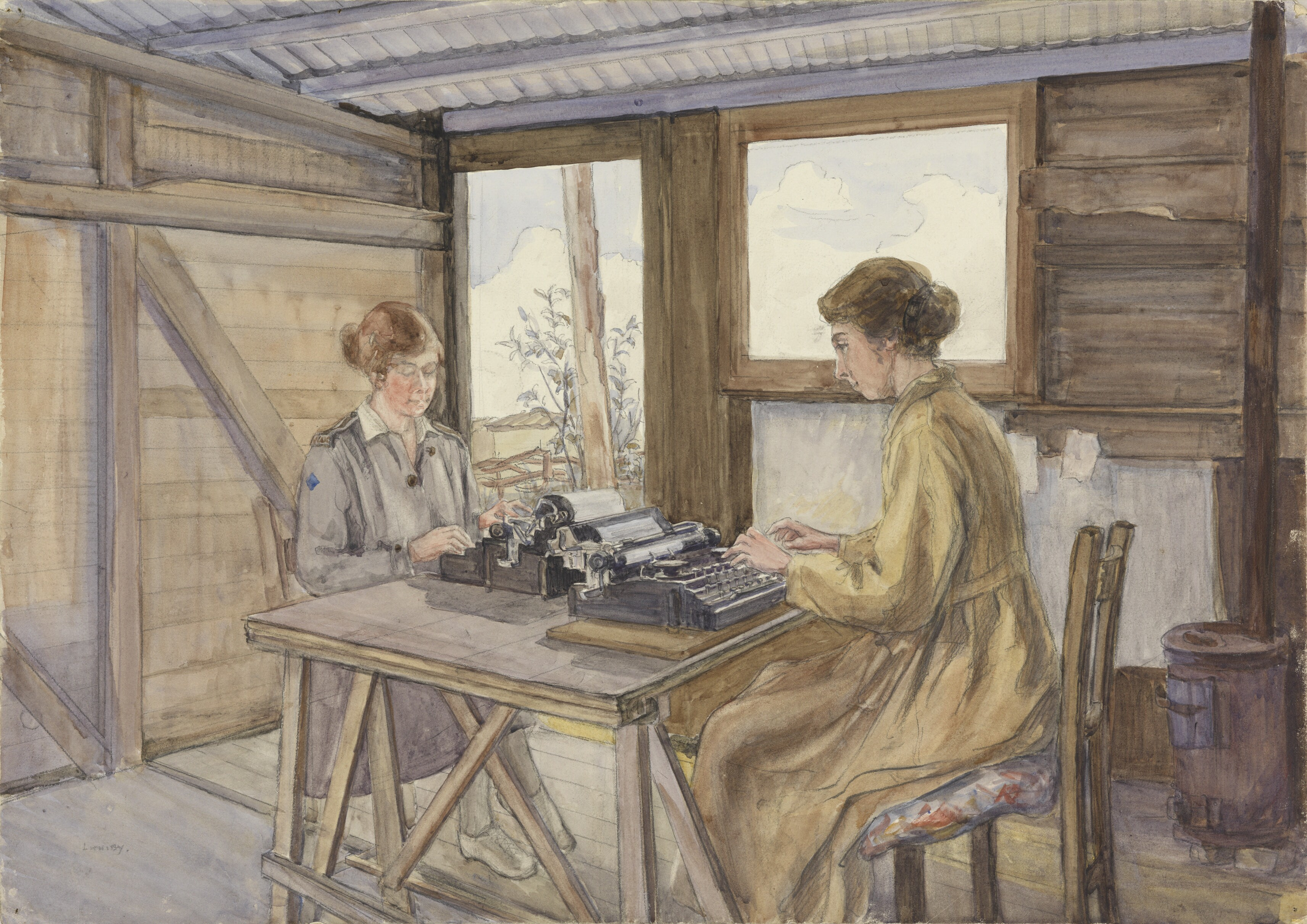
Darstellung zweier Frauen an Schreibmaschinen, von Beatrice Ethel Lithiby (zwischen 1914 und 1918)
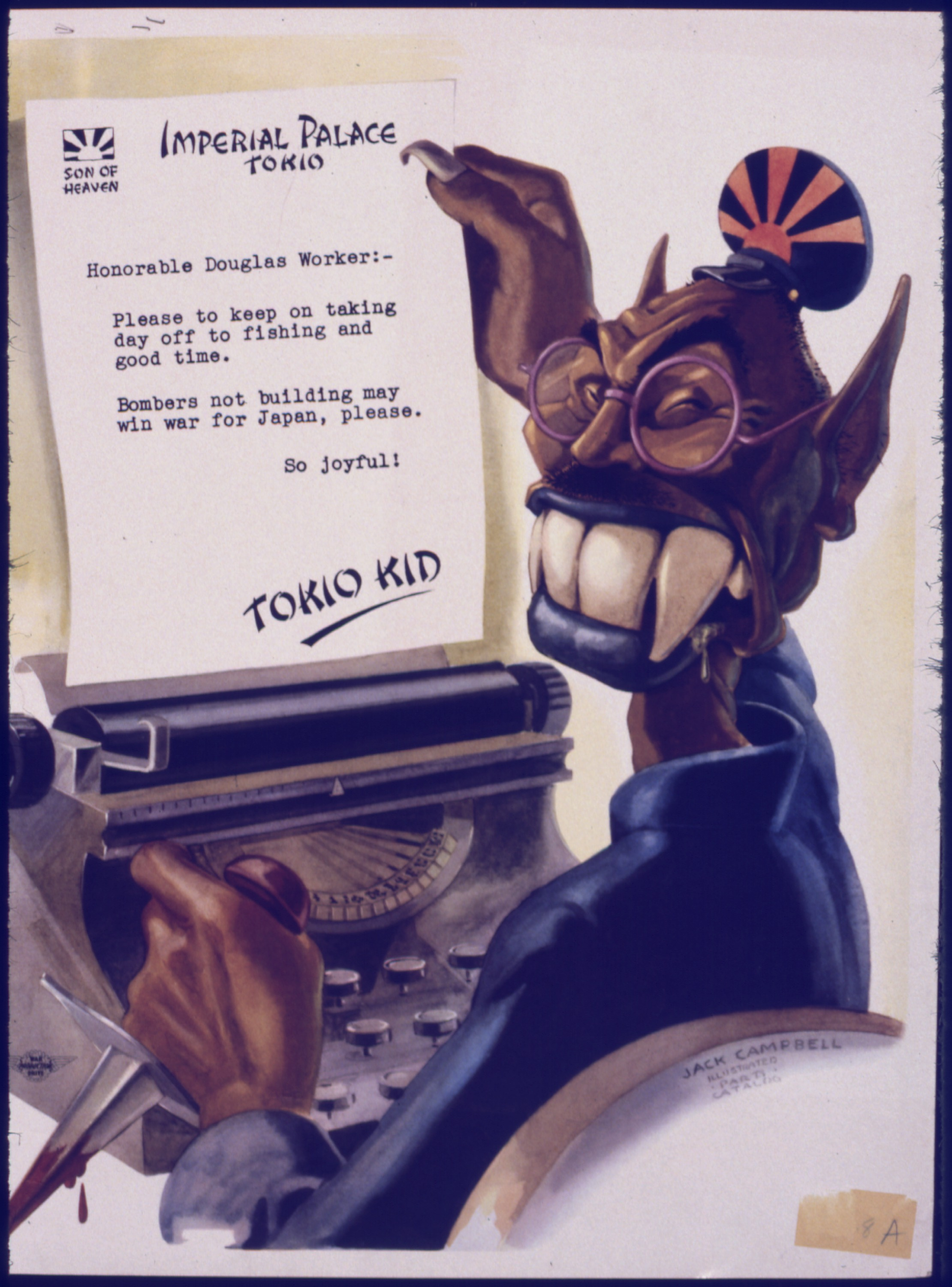
Japanische Karikatur 1943/44

## Schreibmaschinenmuseen
- Bayreuth: Deutsches Schreibmaschinenmuseum[28]
- Bibern SO: Schreibmaschinenmuseum[29]
- Kerpen: Schreibmaschinenmuseum qwertzuiopue[30]
- Lausanne: Musée de la Machine A Écrire (MMAE)[31]
- Partschins: Schreibmaschinenmuseum Peter Mitterhofer
- Pfäffikon ZH: Schreibmaschinenmuseum Beck
- Sinsheim-Hoffenheim: Willi-Heinlein-Schreibmaschinenmuseum[32]
- Wattens: Schreibmaschinenmuseum[33]

- Virtuelles Museum: The Virtual Typewriter Museum, Website mit zahlreichen Modellabbildungen (englisch)